# 알베르트 슈페어
|  |  | 알찬 글 후보 검토 진행 중 (참여하기) |

베르톨트 콘라트 헤르만 알베르트 슈페어(독일어: Berthold Konrad Hermann Albert Speer, 독일어 발음: [ˈalbɜt ˈʃpeːɐ̯] ( 듣기), 1905년 3월 19일~1981년 9월 1일)는 나치 독일의 건축가이다. 아돌프 히틀러의 최측근이자 친구로서 제2차 세계 대전 시기 군수전쟁생산성의 장관을 지냈고 뉘른베르크 재판에서 20년의 징역형을 선고받았다.
건축 공부를 한 슈페어는 1931년 나치당에 가입했다. 그의 건축적 기술 덕분에 당 내에서 두각을 나타냈고, 히틀러의 최측근이 되었다. 히틀러는 그에게 국가수상부 관저와 뉘른베르크의 나치당 집회장을 포함한 많은 구조물들을 설계하고 건설하는 업무를 맡겼으며, 1937년 슈페어는 베를린 일반건물 감사관으로 임명되었는데, 이 직위에서 그는 베를린의 유대인 세입자들을 주택에서 추방하는 중앙 재정착 부서를 책임졌다. 1942년 2월 슈페어는 군수전쟁생산성의 장관으로 임명되었고, 검증되지 않은 통계를 활용하여 자신이 독일이 전쟁을 더 지속할 수 있도록 만든 군비 기적을 실행했다고 주장했다. 1944년 슈페어는 전투기 생산량 증가를 위한 대책 위원회를 수립했는데, 이 위원회는 독일의 전쟁 수행을 위해 강제 노역자들을 이용하도록 만드는 데 중요한 역할을 했다.
전쟁이 종식된 이후, 슈페어는 나치의 잔혹 행위로 국제군사재판소가 기소한 24명의 '주요 전범' 중 한 명으로 지목되었다. 그는 주로 노예 노동을 이용한 전쟁 범죄와 인도에 반한 죄 혐의 등으로 유죄 판결을 받았으며 간신히 사형을 피했다. 슈페어는 20년의 징역을 복역한 이후 1966년 풀려났으며, 수감 생활의 경험을 바탕으로 《제3제국의 중심에서》와 《슈판다우: 비밀 일기》의 두 권의 자서전을 썼다. 이 두 권은 큰 성공을 거두었고, 대중들은 그가 제공한 제3제국의 내부 사정에 매료되었다. 슈페어는 1981년 뇌졸중으로 사망했다.
여러 인터뷰를 통해 슈페어는 나치 독일의 범죄를 미처 발견하지 못한 것을 깊이 후회하는 사람이라는 자신의 이미지를 구축했으며, 홀로코스트에 관한 자신의 지식과 책임을 지속적으로 부인했다. 이러한 그의 이미지 구축은 전후 수십 년간 역사학을 지배하여 그가 단순히 독일의 군수산업에 혁명을 일으킨 비정치적 기술관료로 인식하는 '슈페어 신화'를 구축했다. 그러나 이 신화는 1980년대 군비 기적이 나치의 선전에 기인한 것으로 드러나면서 무너지기 시작했다. 슈페어가 죽고 25년 뒤, 애덤 투즈는 자신의 책 《파괴의 대가》에서 그가 비정치적 기술관료라는 주장은 "터무니없다"고 썼고, 마틴 키친은 자신의 책 《슈페어: 히틀러의 건축가》에서 사실 독일의 군비 생산 증가의 많은 부분이 슈페어의 전임자인 프리츠 토트가 도입한 제도 때문이었으며 슈페어는 〈최종 해결책〉에 관해 잘 알고 있었다고 주장했다. 이렇게 뉘른베르크 재판 이후 수십 년 동안 이러한 슈페어 신화를 무너뜨리는 증거가 드러났다.

## 생애 초기와 개인사
슈페어는 1905년 만하임의 부유한 중산층 가정인 루이스 마틸데 빌헬미네(Luise Máthilde Wilhelmine)와 알베르트 프리드리히 슈페어 부부의 세 아들 중 둘째로 태어났다. 1918년 슈페어 가족은 만하임의 주택을 임대하고 하이델베르크로 이사했다. 슈페어의 형제인 에른스트와 헤르만은 어린 시절 내내 그를 괴롭혔다. 뉘른베르크 재판의 부검사였던 헨리 T. 킹는 슈페어에 대해 쓴 책에서 "슈페어의 어린 시절 가정에는 사랑과 따뜻함이 부족했다"고 적었다. 슈페어는 운동을 좋아했고 취미로는 스키와 등산을 즐겼으며, 그는 아버지와 할아버지의 발자취를 따라 건축을 공부했다.
슈페어는 1923년 초인플레이션 위기로 가정형편과 타협하여, 일단 카를스루에 대학교에서 건축학을 전공하기 시작했다. 1924년 위기가 가라앉자 그는 훨씬 더 좋은 대학교인 바이에른 공과대학교(현 뮌헨 공과대학교)으로 학교를 옮겼고, 1925년 다시 베를린-샤를로텐부르크 공과대학교(현 베를린 공과대학교)로 전학하여 그가 가장 존경하던 하인리히 테세노의 지도를 받았다. 1927년 시험에 합격한 이후 슈페어는 22세의 나이에 테세노의 조수가 되었는데, 그는 이를 매우 큰 영예라고 생각했다. 그리하여 슈페어는 대학원을 다니며 테세노의 수업도 들었다. 이때 뮌헨에서 테세노의 제자였던 루돌프 월터스와 친밀한 우정을 쌓았고 이후 50년 동안 친구로 지냈다.
1922년 중반, 슈페어는 50명의 하인을 거느린 부유한 가정의 딸인 마르가레테 베버(Margarete Weber, 1905~1987)와 연애하기 시작했다. 계급 의식을 중요하게 생각했던 슈페어의 어머니는 베버 부부가 열등하다고 생각했기 때문에 이 관계를 못마땅하게 여겼다. 이러한 반대에도 불구하고 두 사람은 1928년 8월 28일 베를린에서 결혼했으며, 마르가레테는 결혼하고 7년 동안 시댁에 방문하지 못했다. 이들은 여섯 자녀를 두었지만, 슈페어는 1933년 이후 아내와 자식들과 점점 멀어졌다. 1966년 출소 이후 슈페어는 가족과의 관계 회복을 위해 노력했지만, 개선되지 못했다.

## 나치당 건축가이자 정부 관료

### 나치당 가입(1931~1934)

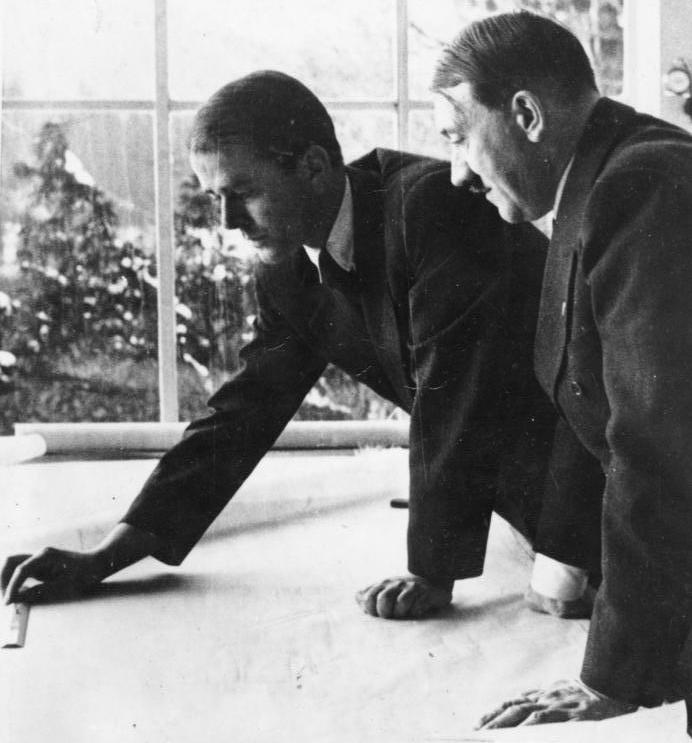
슈페어가 오버잘츠베르크 프로젝트를 히틀러에게 설명하고 있다.

1931년 1월 슈페어는 나치당 가입을 신청했고, 1931년 3월 1일 당원번호 474,481를 받았다. 같은 해, 대공황으로 인해 봉급이 줄어들자 슈페어는 테세노의 조수로서의 지위를 포기하고 만하임으로 이사하여 건축가로서 생계를 꾸리고자 했다. 그러나 실패하고, 시간선택제로써 아버지의 부동산 관리자 일을 하기 시작했다. 1932년 7월, 슈페어 부부는 국가의회 선거 전에 나치당을 돕기 위해 베를린을 방문했다. 부부가 베를린에 있는 동안 그의 친구이자 나치당 간부인 카를 항케는 젊은 건축가인 슈페어를 요제프 괴벨스에게 소개하여 당의 베를린 본부를 개조하는 데 도움을 주었다. 개조가 끝나자 슈페어는 만하임으로 돌아와 1933년 1월 히틀러가 집권할 때까지 그곳에 머물렀다.
1933년 뉘른베르크 전당대회 조직자들은 슈페어에게 전당대회용 무대 설계도를 제출할 것을 요청했다. 당시 총통 대리였던 루돌프 헤스와 조직자들은 직접 계획을 승인하길 꺼려했기에, 헤스는 슈페어를 뮌헨 아파트로 보내 직접 히틀러에게 승인을 구했다. 슈페어는 이때 아돌프 히틀러와 처음으로 만났다. 이를 통해 슈페어는 나치당의 "집회 및 시위의 예술과 기술적 프레젠테이션 위원"이라는 첫 국가적 직책을 부여받았다.
히틀러는 집권한 직후, 국가수상부 관저를 재건할 계획을 세우기 시작했다. 1933년 말 히틀러는 파울 트루스트와 계약하여 건물 전체를 개조하였으며, 괴벨스와 함께 나치당의 베를린 본부를 개조한 바 있는 슈페어에게 트루스트의 건설 현장을 감독 및 관리하도록 지시했다. 총리로써 히틀러는 건물에 거주지를 두고 매일 슈페어와 건물 관리자로부터 개조 진행 상황에 대해 보고를 받았다. 슈페어는 여러 차례의 보고 이후 히틀러의 점심 식사 자리에 초대받았고, 이를 매우 기쁘게 생각했다. 슈페어는 곧 히틀러의 측근이 되었다. 아침에는 히틀러를 찾아 산책이나 대화를 나누고, 건축 문제에 관한 조언을 제공하고 히틀러의 아이디어에 대해 논의했으며, 대부분의 저녁 식사 자리에 초대되었다.
슈페어는 영문판 회고록에서는 단지 '월마다 회비'를 내는 것이 자신의 정치적 활동의 전부였다고 주장했으며, 독어판에서는 나치당이 '새로운 사명'을 제공했다고 말했다. 윌리엄 햄셔와의 인터뷰에서는 "독일을 공산주의로부터 구하기 위해" 당에 가입했다고 더 직설적인 어조로 말했다. 전후 그는 정치에 전혀 관심이 없었고 거의 우연히 가입했다고 주장했으며, 나치 독일의 많은 권력자들과 마찬가지로 이념가가 아니었으며 "본능적인 반유대주의자조차 아니었다."라고 말했다. 역사학자 마그누스 브레히트켄은 비록 슈페어가 반유대주의적인 공개 연설을 하지는 않았더라도, 그의 행동을 통해 알 수 있는 것이라고 주장했다. 브레히트켄은 슈페어의 삶 전반에 걸쳐 그의 인생을 이끈 동기는 권력을 얻고, 통치하고, 부를 얻는 것이었다고 덧붙였다.

### 나치당의 건축가(1934~1937)

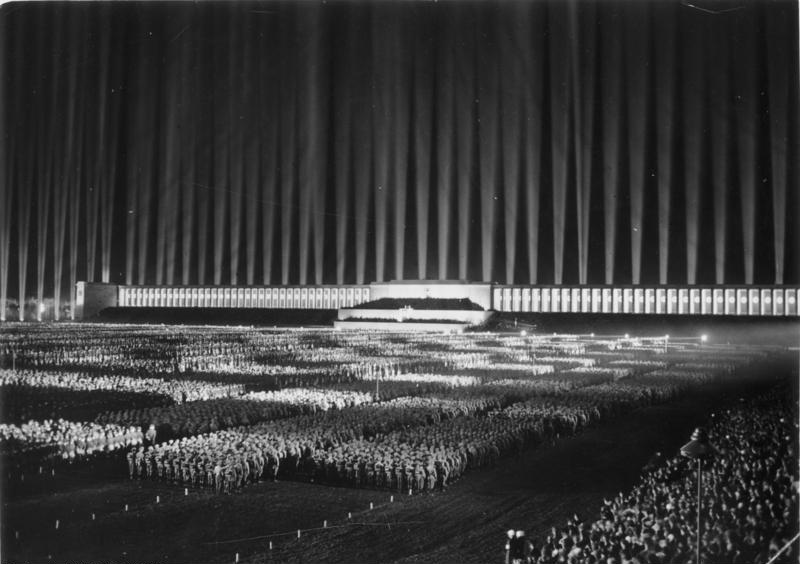
나치당 집회장에 위치한 빛의 성당.

1934년 1월 21일 트루스트가 사망하자 슈페어는 사실상 그를 대신해 당의 수석 건축가가 되었다. 히틀러는 슈페어를 건설 본부장으로 임명했고, 이 직위는 명목상 루돌프 헤스의 지도를 받았다.
트루스트의 사망 이후 슈페어가 처음으로 맡은 업무 중 하나는 뉘른베르크의 체펠린펠트(Zeppelinfeld) 경기장의 건설이었다. 34만 명을 수용할 수 있던 이 경기장은 나치당의 선전 집회에 사용되었고 레니 리펜슈탈의 영화 《의지의 승리》의 배경 장소로 활용되었다. 슈페어는 가능한 한 많은 행사를 밤에 열어야 한다고 주장했는데, 이는 조명을 더 효과적으로 사용하고 뚱뚱한 나치당 간부들을 숨기기 위해서였다. 뉘른베르크에는 나치당의 공식 건물이 있었으며, 계획된 건물은 더 많았다. 계획대로 건설되었다면 뉘른베르크의 독일 경기장은 40만 명의 관중을 수용할 수 있었을 것이었다. 슈페어는 1936년 하계 올림픽을 위해 베르너 마치가 구상하고 건설중이던 올림픽 경기장의 디자인을 수정했는데, 돌로 된 외장을 추가하여 히틀러의 만족을 이끌어냈다. 이후 슈페어는 1937년 파리 국제 박람회를 위한 독일관을 디자인했다.

### 베를린의 일반건물 감사관(1937~1942)

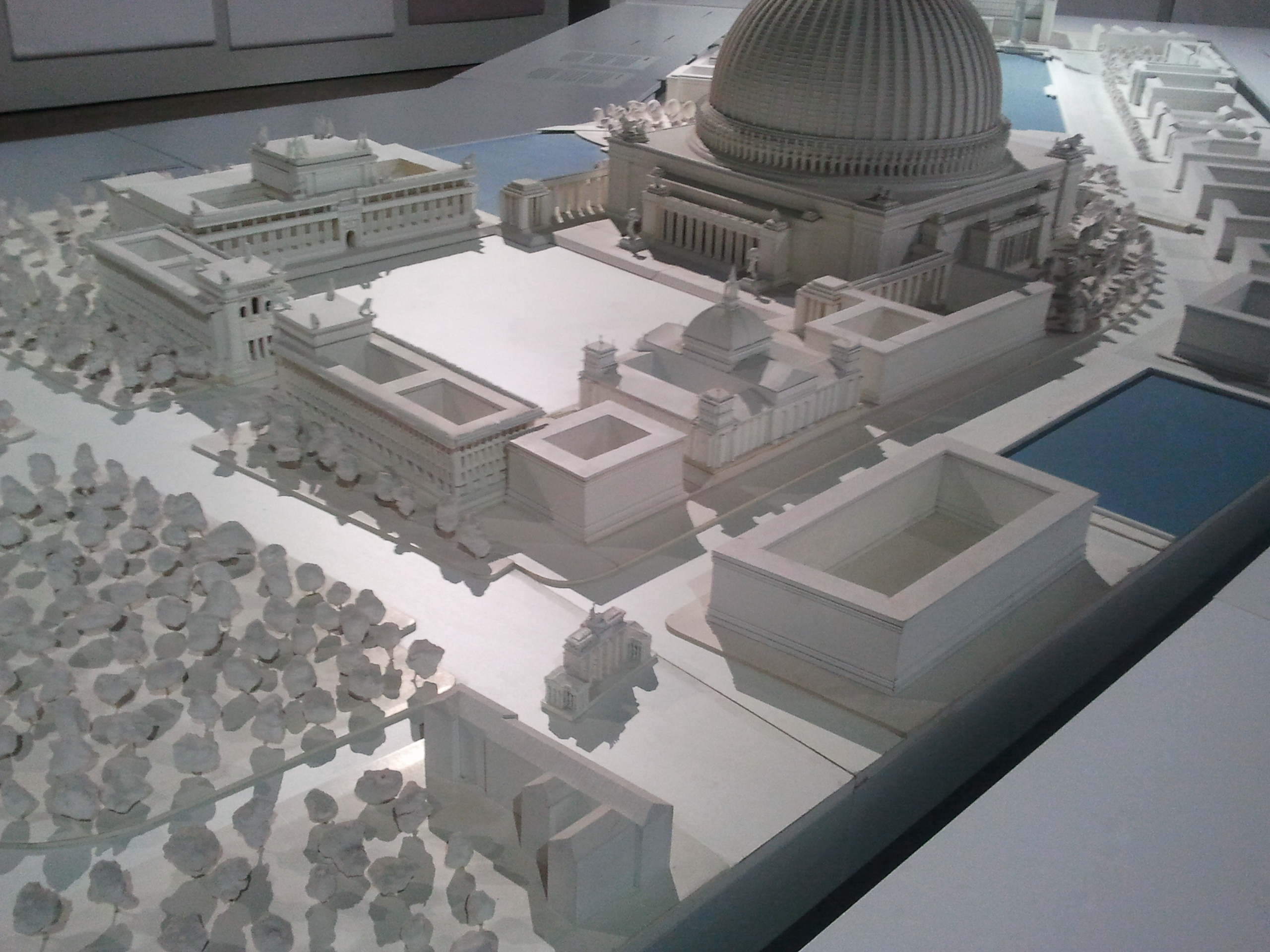
국가의회 의사당과 브란덴부르크 문이 위치할 것으로 구상되었던 폴크스할레(Volkshalle, lit. '인민홀')의 모형.

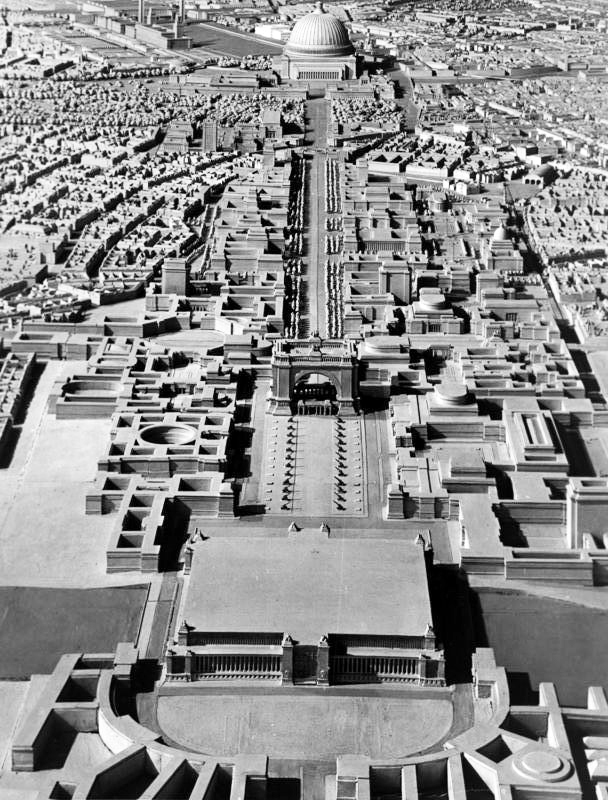
폴크스할레의 큰 돔은 히틀러의 베를린 계획 모형의 맨 앞에 위치했다.

1937년 1월 30일, 히틀러는 슈페어를 제국수도 일반건물 감사관으로 임명했다. 이로써 슈페어는 국가정부에서 국무장관 지위를 부여받았고, 베를린시 정부에 대한 특별 권한을 부여받았다. 히틀러에게 직접 보고할 수 있는 위치였으며, 베를린 시장과 베를린 대관구지휘자로부터 독립적이었다. 히틀러는 슈페어에게 베를린 재건 계획을 구상하라고 명령했다. 이 계획은 북쪽에서 남쪽으로 이어지는 3 마일 (4.8 km) 길이의 웅장한 대로를 중심으로 삼았는데, 슈페어는 이를 '큰 길'(Prachtstrasse) 또는 '웅장한 거리', '북과 남의 축'이라고 불렀다. 이 대로의 북쪽 끝에는 700 피트 (210 m)가 넘는 높이의 거대한 돔형 집회장인 폴크스할레(Volkshalle)를 짓고, 18만 명을 수용할 수 있도록 계획했다. 대로의 남쪽 끝에는 거의 400 피트 (120 m)에 준하는 높이의 개선문을 세우고자 했는데, 계획상의 개선문은 파리의 개선문을 안에 넣을 수 있을 정도로 높고 거대했다. 기존 베를린 기차 종착역은 폐쇄되고 두 개의 큰 새로운 역이 건설되었다. 슈페어는 루돌프 월터스를 자신의 디자인팀의 일원으로 고용했고, 특히 큰 대로에 대한 책임을 맡겼다. 그러나 1939년 제2차 세계 대전이 발발하면서 계획은 연기되었고, 결국 나치는 이 계획을 포기해야 했다. 전후 슈페어는 이 계획이 "끔찍했다"라고 말했다.
1934년부터 새로운 국가수상부 관저를 건설하는 계획이 진행되었다. 1934년 말에 토지를 매입하여 1936년 3월부터 첫 번째 건물을 철거하여 포스스트라세(Voßstraße)에 공간을 마련했다. 슈페어는 이 건설에 사실상 처음부터 참여했으며, 장검의 밤 이후 그는 포스스트라세와 빌헬름스트라세(Wilhelmstrasse)의 모퉁이에 위치한 보르지히 궁전을 돌격대(SA)의 본부로 개조하라는 의뢰를 받았다. 그는 1936년 5월까지 새로운 국가수상부 관저 계획의 예비 작업을 완료했으며, 6월에 그는 3만 라이히스마르크의 개인 명예금을 청구하고 관저가 3~4년 내에 완공될 것으로 예상했다. 1937년 7월 세부 계획이 완료되었고, 1939년 1월 1일까지 새로운 국가수상부 관저 건설을 완성하라는 전권대사를 받았다. 선전을 위해 히틀러는 1938년 8월 2일의 준공식에서 슈페어에게 올해 안에 새로운 관저 건설을 명령했다고 주장했다. 노동력의 부족으로 인해 건설 노동자들은 10~12시간 교대로 일해야 했다. 친위대는 1938년 두 개의 강제 수용소를 건설했고 수감자들을 활용하여 건설에 필요한 돌을 채석했고, 이에 슈페어는 오라니엔부르크 강제 수용소 근처에 벽돌 공장 건설을 명령했다. 나중에 공장의 열약한 환경이 언급되었을 때, 슈페어는 "유대인들은 이집트 포로 생활 동안 벽돌을 만드는 데 익숙해졌을 것이다"라고 말했다. 국가수상부 관저는 1939년 1월 초 완공되었으며, 건물은 히틀러에게 "대독일국 정치의 영광"이라는 찬사를 받았다.

1940년 점령된 파리에서 슈페어(왼쪽)와 조각가 아르노 브레커와 함께 서 있는 히틀러의 모습.

국가수상부 관저 계획 실행 동안 수정의 밤(Kristallnacht) 학살이 있었으나, 슈페어는 자서전 《제3제국의 중심에서》 초안에서 이를 언급하지 않았다. 이후 출판사의 긴급한 요청으로, 그날 밤 자신이 탄 차량에서 파괴된 베를린의 시나고그를 보았다는 내용을 추가한 것이다. 수정의 밤은 베를린의 유대인들을 주택에서 몰아내려는 슈페어의 지속적인 노력을 가속화했다. 1939년부터 슈페어와 그 산하 부서는 뉘른베르크법을 활용하여 베를린의 비유대인 집주인에서 거주하는 유대인 세입자들을 퇴거시켜 재개발이나 폭격으로 집을 잃은 비유대인 세입자들에게 그 주택을 주었다. 이러한 조치로 7만 5천여 명의 유대인들이 이주해야만 했다. 슈페어는 그들이 홀로코스트 열차에 실려가는 줄 몰랐다며, 이주당한 사람들은 "완전히 자유로웠고 가족들은 여전히 아파트에 거주했다"라고 주장했다. 또한 슈페어는 "... 도시 고속도로를 통해 사역을 하러 가는 길에, 나는 ... 근처 니콜라세 철도역 플랫폼에 많은 사람이 모여 있는 것을 볼 수 있었다. 나는 이들이 이주하던 베를린 유대인이라는 것을 알아차렸다. 운전을 하면서 억압적이라는 느낌을 받았을지도 모르겠다. 그렇다면 나는 아마도 암울한 사건에 대한 감각을 느낀 것이리라"라고 말했다. 그러나 역사학자 마티아스 슈미트는 직접 강제 수용소를 방문했던 슈페어의 이러한 발언은 "완전한 희극"이라고 말했다. 마틴 키친은 슈페어가 '끔찍한 일'에 대해 아무것도 모른다고 자주 반복했던 말이 공허하다고 평가했다. 슈페어는 유대인들의 운명을 충분히 알고 있었을 뿐만 아니라 적극적으로 그들을 박해하는 데 참여했다는 것이다.
독일이 유럽에서 제2차 세계 대전을 발발시키자, 슈페어는 도로를 건설하거나 잔해를 치우기 위한 신속대응반을 조직했다. 하지만 얼마 지나지 않아 이 조직은 폭탄을 설치할 장소를 치우는 업무를 맡게 되었다. 슈페어는 정규 독일 노동자 외에도 조직에 강제 유대인 노동력을 포함시켰다. 베를린과 뉘른베르크의 여러 건설 계획은 전쟁 발발로 인해 중단되었으며, 자재와 기타 작업물을 비축했지만 이마저도 군수산업에 더 많은 자원이 필요해지면서 중단되었다. 슈페어의 건설 작업으로 그는 나치당 엘리트 중 가장 부유한 인물 중 한 명이 되었다.

## 군수장관

### 임명과 권력 강화

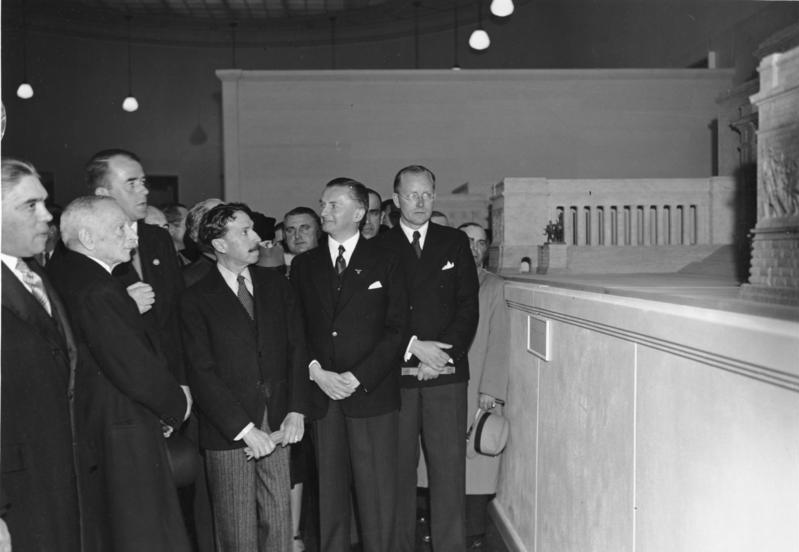
1942년, 리스본의 전시회에서 포르투갈의 대통령과 함께 관람하는 모습.

히틀러의 측근 중 가장 어리고 야심 찬 인물이었던 슈페어는 마침내 권력의 정점에 다다랐다. 1938년 프로이센 자유주의 장관 헤르만 괴링은 슈페어를 프로이센 국무원에 임명했다. 슈페어는 3년 뒤인 1941년에는 제2선거구(베를린 서부)에서 국가의회 의원으로 선출되었다. 1942년 2월 8일, 군수탄약성 장관 프리츠 토트가 라스텐부르크 근교 히틀러의 동부전선 지휘본부에서 비행기를 타고 이륙한 직후 추락하여 사망하는 사고가 발생했다. 슈페어는 추락 사고가 있기 하루 전, 토트와 함께 비행기를 타고 베를린으로 가려고 했으나 전날 늦게까지 히틀러와 회의를 했기 때문에 피로가 있었고, 이륙 몇 시간 전에 이를 취소했었다. 히틀러는 토트의 직책이었던 군수탄약성 장관을 슈페어에게 넘겼다. 역사학자 마틴 키친은 히틀러에게 충성했고 군을 위한 여러 구조물 건축에 참여했던 슈페어는 그 직책에 가장 적합했을테니, 어쩌면 당연한 선택이었다고 말했다. 이로써 슈페어는 토트의 뒤를 이어 국가의 장관이 되었을 뿐만 아니라 독일 도로부 감사관, 수자원연료 감사관, 나치당 기술 사무국장 등 많은 중요 직책을 얻었으며, 국영 대규모 건설 회사인 토트 기구의 수장이 되었다. 이러한 권력 획득에도 불구하고 히틀러는 그의 통치 방식대로 슈페어에게 명확한 권한을 주지 않고 주변인들과 경쟁하도록 내버려두었다. 이러한 방식의 예시로, 슈페어는 괴링의 4개년 계획에 따라 모든 군비 문제에 대한 권한을 얻기를 원했지만 괴링은 이를 꺼려했다. 그럼에도 불구하고 슈페어는 히틀러의 지지를 얻어 1942년 3월 1일 괴링으로부터 "무기 임무 전권대사"로 임명되는 법안을 얻어낼 수 있었다. 이를 통해 많은 나치당원들은 슈페어가 야심차고, 끈기 있고, 무자비한 사람임을 알게 되었다. 슈페어는 이를 넘어 군대의 군비 생산뿐만 아니라 군대 전체의 통제권을 장악하려고 시도했는데, 그의 정치적 라이벌들은 합리화와 재편에 대한 그의 요구가 그들을 제외하고 통제권을 얻으려는 그의 시도였다는 사실을 알지 못했다. 1942년 4월까지 슈페어는 괴링을 설득하여 4개년 계획 내에 3인으로 구성된 중앙 계획 위원회를 수립했으며, 이 위원회를 활용해 원자재의 조달 및 할당과 생산 일정에 대한 최고 권한을 얻어 독일의 군비 생산 관리를 단일 조직 체계로 통합했다.

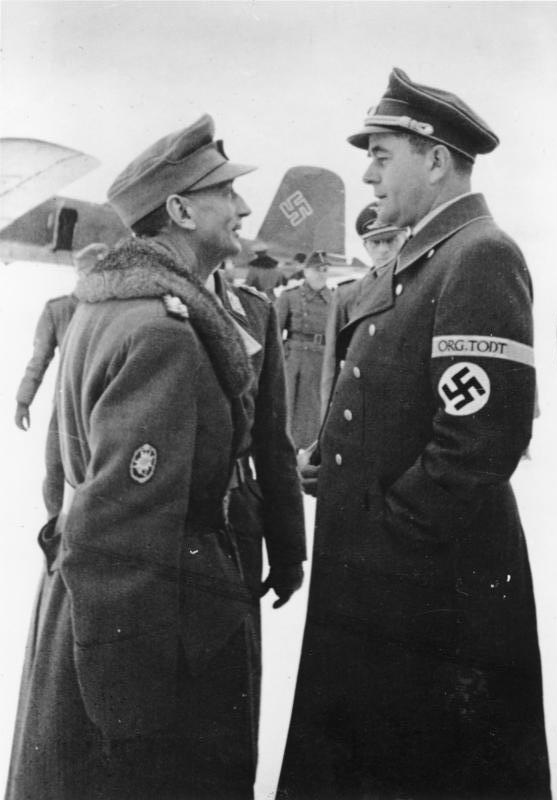
1943년 12월 핀란드 로바니에미 공항에서 토트 기구의 완장을 착용한 슈페어와 육군 장교 에두아르트 디틀의 모습.

슈페어는 당시는 물론 전쟁 이후까지 독일의 군비 생산을 극적으로 증가시킨 '군비 기적'을 만들어낸 공로로 인정받았다. 그러나 이 기적은 1943년 여름, 연합국이 전략 폭격을 시작하며 끝났다. 또한, 독일의 군비 생산 증가는 슈페어의 행동보다 다른 요인들에 더 큰 영향을 받았다. 독일의 군비 생산량은 이미 슈페어의 전임자 토트가 군수장관으로써 증가시키고 있었다. 또한 슈페어의 감독을 전혀 받지 않았음에도 불구하고, 해군은 1943년 10월까지, 루프트바페의 군비 생산은 이듬해 6월까지, 슈페어가 관심을 가진 육군 군비와 비슷한 정도로 생산량이 증가했다. 군비 생산 증가의 또다른 요인은 철강 산업에 더 많은 석탄을 할당한 나치 독일의 정책에 있었다. 모든 유형의 군비 생산은 1944년 6월과 7월 정점을 찍고 심각한 연료 부족을 겪으며 감소했으며, 이에 더불어 1944년 8월부터는 루마니아 유전도 사용하지 못했다. 석유 생산량과 보급량이 너무 낮아져 생산된 무기는 방치되거나 방어의 목적으로만 사용되었다.
군수장관으로서 슈페어는 군에 무기를 공급하는 업무에 집중했다. 히틀러의 전적인 지지 하에 전차 생산을 우선하기로 결정했고, 성공을 위해 히틀러로부터 완전한 권한을 부여받았다. 그러나 전차 생산에 긴밀히 관여하던 히틀러가 전차의 프레임에 관해 변덕스러운 지시를 하면서 계획이 지연되었으며, 슈페어는 이를 해결할 수 없었다. 그 결과 계획상 전차 생산을 가장 우선하기로 결정했음에도 불구하고 군비 예산의 일부만이 전차 생산에 사용되었으며, 이로 인해 동부 전선에서 소비에트 연방의 붉은 군대에 맞선 독일 기갑사단이 프로호롭카 전투에서 상당한 패배를 겪었다.
토트 기구의 수장으로서 슈페어는 강제 수용소의 건설과 개조에 직접적으로 관여했다. 아우슈비츠를 비롯한 여러 강제 수용소의 확장에 찬성했고, 이 작업에 1,370만 라이히스마르크를 할당했으며, 이를 통해 아우슈비츠에서는 300개의 건물을 더 건설하여 수용 인원을 13만 2천여 명까지 늘릴 수 있었다. 건설 공사에는 가스실, 화장터, 영안실을 짓기 위한 자재 구입에 대부분의 비용이 사용되었다. 친위대는 이를 '슈페어 교수의 특별 프로그램'이라고 홍보했다.
슈페어는 600만 명의 노동자가 군에 의해 징집되는 것을 보고, 전시에는 노동력이 부족하여 공장에서 일할 사람이 없다는 것을 깨달았다. 이에 히틀러는 프리츠 자우켈을 '인력 권한자'로 임명하여 노동력을 확보하고자 했으며, 자우켈은 슈페어와 긴밀히 협업하여 노동력 부족을 해결하기 위해 노력했다. 히틀러는 노동력을 강제로 확보할 수 있는 권한을 자우켈에게 주었는데, 이는 군수산업에 백만 명의 노동자 '자원'을 요청했던 슈페어에게 희소식이었다. 자우켈은 프랑스, 네덜란드, 벨기에에 위치한 마을 하나를 골라서 마을의 모든 사람을 강제로 잡아 슈페어의 공장으로 보냈다. 그 과정에서 자우켈은 때때로 잔인한 방법을 활용하여 노동력을 확보하기도 했다. 파르티잔 저항이 벌어졌던 소비에트 연방 점령 지역에서 독일군은 민간인들을 강제로 잡아서 독일 본토의 공장으로 보냈다. 1943년 4월까지 자우켈은 명목상 '자발적' 노동자, 강제 노동자, 전쟁 포로, 강제 수용소 수감자 1,568,801명을 슈페어의 공장으로 보냈으며, 뉘른베르크 재판에서 슈페어가 받았던 혐의는 공장으로 보내진 사람들을 학대했던 것이 대부분이었다.

### 군비 생산의 통합

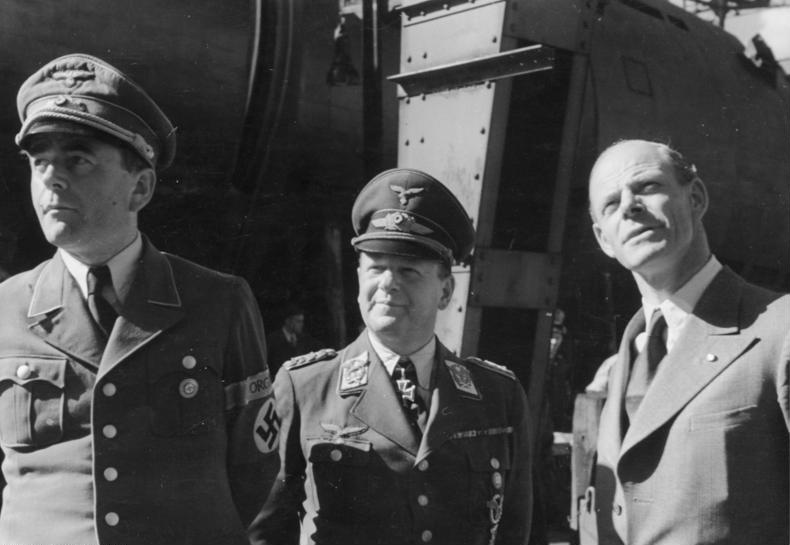
1944년 5월, 공군 장교 에르하르트 밀히, 그리고 항공기 설계자 빌리 메서슈미트와 함께 있는 슈페어의 모습.

군수장관으로 임명된 슈페어는 육군의 군비 생산만을 통제하고 감독했다. 그러나 공군(Luftwaffe)과 해군(Kriegsmarine)의 군비 생산에도 관여하길 원했고, 이를 위해 자신의 권력과 영향력을 확대하기 시작했다. 히틀러와의 긴밀한 관계 덕분에 정치적으로 보호받으며, 라이벌들을 교묘히 속여서 따돌릴 수 있었다. 히틀러 내각이 슈페어의 이러한 전술에 호의적이지 않았음에도 불구하고, 그는 영향력을 확장하고 더 많은 권력을 획득할 수 있었다. 결과적으로 1943년 7월까지 공군과 해군의 군비 생산을 통제할 수 있게 되었다. 1943년 8월, 슈페어는 경제부의 대부분을 장악하여 카를 되니츠가 말했듯 "유럽 경제의 독재자"가 되었으며, 1943년 9월 2일 그의 군수장관의 공식 명칭은 '국가군수전쟁생산성 장관'이 되었다. 이제 그는 나치 독일에서 가장 강력한 인물 중 한 명이 되었다.
슈페어와 그가 선택한 잠수함 건조 책임자인 오토 메르커는 조선 산업이 구식 건조 방식만을 사용하고 있기에 외부의 전문가를 데려와 혁신적인 새로운 방식을 사용한다면 생산량이 극적으로 증가할 것이라고 생각했다. 그러나 이들의 생각은 옳지 않았다. 이들이 독일 해군의 차세대 잠수함인 XXI형 잠수함과 XXIII형 잠수함을 단일 조선소가 아닌 여러 곳에서 조립식 섹션으로 건조하려고 한 것이, 이 계획이 실패로 돌아간 주요 원인으로 지목된다. 비록 설계는 빠르게 완성되었지만 조립된 잠수함은 결함으로 작동불능이었다. 수십 척의 잠수함이 같은 방식으로 건조되었으나 실제로 운용된 잠수함은 거의 없었다.
1943년, 슈페어는 라피 지역의 토트 기구 공장을 방문했는데, 그곳에서 무릎을 심하게 다쳐 몇 달 동안 움직일 수 없었다. 그는 호엔을뤼헨(Hohenlychen)의 의료 병원에서 카를 게프하르트 교수의 치료를 받았는데, 그에게 치료받은 환자들은 "신비롭게도 살아남지 못했다." 1944년 1월 중순 슈페어는 중병인 폐색전증에 걸렸다. 투병중에도 권력을 유지하기 위해 대리인을 임명하지 않고 병상에서 군비 생산 업무를 계속해서 지휘했다. 슈페어의 부상 기간은 연합군의 독일 항공기 군수공장에 대한 일련의 폭격이 벌어진 "빅 위크"와 일치했으며, 이는 독일 항공기 생산에 치명적인 타격을 주었다. 이 기회를 이용해 그의 정치적 라이벌들은 그의 권위를 약화시키고 히틀러와의 관계를 손상시켰으며, 결국 슈페어는 히틀러의 무조건적인 지지와 권력을 잃었다.

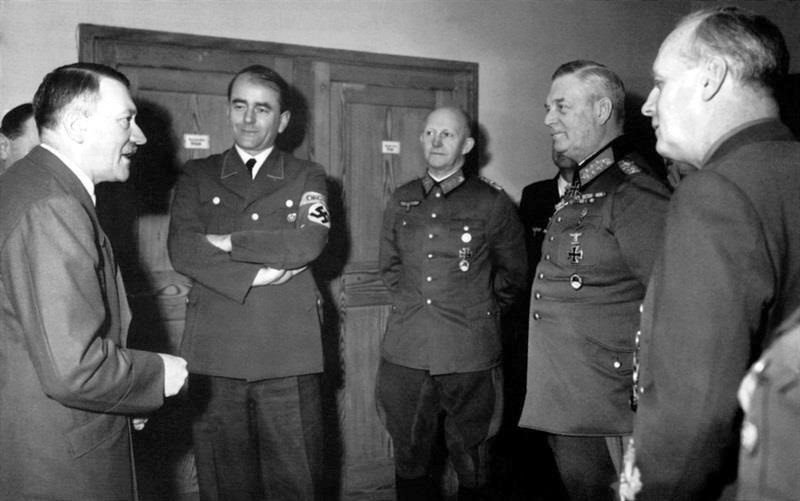
외교장관 요아힘 폰 리벤트로프, 야전 사령관 빌헬름 카이텔, 장군 알프레트 요들과 함께 군수장관 슈페어는 1945년 1월 1일 총통에게 새해 인사를 전하고 있다.

연합군의 "빅 위크"에 대항하여 아돌프 히틀러는 전투기 참모 위원회(Jägerstab)의 설립을 승인했는데, 이 위원회의 목적은 독일의 전투기 생산성을 보존하고 성장을 보장하는 것이었다. 이 위원회는 1944년 3월 1일 슈페어의 명령에 따라 항공부의 에르하르트 밀히의 지원을 받고 설립되었다. 이에 따라 독일의 전투기 생산량은 1943년과 1944년 사이에 두 배 이상 증가했지만, 대부분 생산량의 증가는 노후화된 모델 생산의 증가 때문이었으며 이 모델들은 연합군 전투기의 손쉬운 먹잇감이 되었다. 1944년 8월 1일, 슈페어는 전투기 참모 위원회를 새로 구성된 군수 참모 위원회(Rüstungsstab)에 통합했다.
전투기 참모 위원회는 독일의 전쟁경제에서 노예 노동의 착취를 증가시키는 데 중요한 역할을 했다. 친위대는 미텔바우-도라를 포함한 강제 수용소에서 20개의 별도 프로젝트를 위해 6만 4천여 명의 수감자를 이송했으며, 이 이송된 수감자들은 융커스, 메서슈미트, 헨셸, BMW 등에서 강제 노역을 했다. 생산량 증가를 위해 슈페어는 처벌 시스템을 도입했다. 이로 인해 병을 가장하거나, 게으르거나, 생산을 방해하거나, 탈출을 시도한 사람들은 음식을 받지 못하고 강제 수용소로 이송되기 시작했다. 1944년, 50만 명이 넘는 수감자들이 처벌을 받을 정도로 처벌은 빈번히 이루어졌다. 이 시기 슈페어의 공장에서는 14만 명이 일하고 있었다. 공장은 죽음의 함정이었으며 규율은 잔혹했고 정기적으로 일부 수감자가 처형되었다. 이 상황을 가장 잘 드러낸 곳이 미텔바우-도라 강제 수용소로 처형된 시체가 너무 많아 화장터가 감당할 수 없었으며, 슈페어의 직원은 그곳을 "지옥"이라고 묘사했다.
슈페어의 지휘 하에서 가장 큰 기술적 진보는 로켓 프로그램에서 이루어졌다. 로켓 프로그램은 1932년부터 시작되었지만 생산 장비가 공급되지 않았다. 슈페어가 군수장관이 된 이후 그는 열정적으로 이 프로그램을 지원했고 1942년 3월 세계 최초의 탄도 미사일인 V-2 로켓의 전신인 A-4 로켓의 생산을 주문했다. V-1 비행폭탄과 함께 V-2 로켓은 페네뮌데의 시설에서 연구되었으며, 1944년 9월 8일 파리에 사용하는 것을 목표로 했다. 그러나 로켓 프로그램은 독일의 전쟁 경제에 걸림돌이 되었는데, 그 이유는 로켓에 대한 막대한 자본 투자가 군사적인 성과로 드러나지 않았기 때문이었다. A-4 로켓은 미텔베르크의 지하 공장에서 생산되기 시작했으며, 노동력은 미텔바우-도라 강제 수용소의 수감자들을 이용했다. 끔찍한 환경으로 인해 동원된 6만 명 중 2만 명이 사망했다.
1944년 4월 14일 슈페어는 토트 기구의 통제권을 그의 대리인 프란츠 자버 도어쉬에게 빼앗겼다. 1944년 7월 20일 슈페어는 히틀러 암살 사건에 반대하고 연루되지 않았으며, 히틀러가 살아남고 베를린 정권을 유지하기 위한 지시에서 사소한 역할을 맡았다. 음모 이후 슈페어의 라이벌들은 그의 동맹 세력을 공격했고, 슈페어의 대응은 당내 급진파의 호감을 잃었다. 결국 그는 더 많은 권한을 잃을 수밖에 없었다.

### 나치 독일의 패배

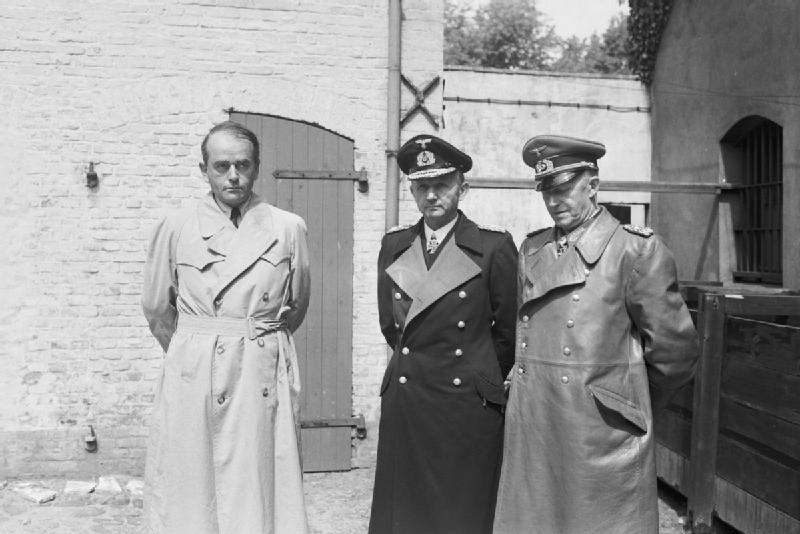
1945년 5월 북독일의 플렌스부르크에서 영국군에 의해 체포된 슈페어(왼쪽), 카를 되니츠, 알프레트 요들(오른쪽)의 모습.

영토 상실과 연합국의 전략 폭격의 극적인 확대로 인해 1944년 후반부터 독일의 경제가 붕괴되었다. 독일 내 운송망에 대한 공습이 특히 효과적이었으며, 이로 인해 주요 생산 공장에 필수적인 석탄 공급이 차단되었다. 1945년 1월, 슈페어는 괴벨스에게 군비 생산을 최소한 1년은 지속할 수 있다고 말했지만, 그 달 말에 그는 소비에트 연방군이 중요한 슐레지엔 산업 지역을 점령한 직후 곧바로 전쟁에서 패배했다고 결론지었다. 그럼에도 불구하고 슈페어는 독일이 연합국이 주장한 무조건적인 항복보다 더 나은 조건으로 전쟁을 끝내기 위해, 가능한 전쟁을 오랫동안 지연시켜야 한다고 생각했다. 1월과 2월 동안 슈페어는 그와 군수생산성이 '결정적인 무기'를 제공하고 '전장에 극적인 변화를 가져올' 군수 생산을 크게 늘릴 것이라고 주장하였으며, 2월에 독일 내 철도를 장악하고, 하인리히 힘러에게 철도 수리 작업을 위해 강제 수용소 수감자들을 공급해달라고 요청했다.

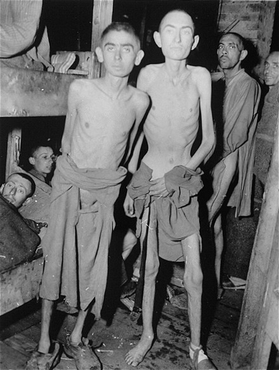
1945년 해방 당시 뮐도르프 강제 수용소의 생존자들의 모습. 뮐도르프는 바인구트 I 프로젝트에 수감자들을 공급했다.

3월 중순까지 슈페어는 독일 경제가 앞으로 8주 안에 붕괴할 것이라는 사실을 받아들였다. 그는 점령 위험이 있는 산업 시설을 파괴하여 사용할 수 없도록 하라는 지시에는 거부했으나, 전쟁의 지속에는 여전히 동의했다. 3월 15일 슈페어는 히틀러에게 독일의 끔찍한 경제 상황을 설명하고 인프라 파괴 중단을 승인하도록 하는 각서를 남겼다. 3일 후, 그는 히틀러에게 독일의 남은 군사 자원을 라인강과 비스와강을 따라 집중시켜 전쟁을 지연시키자고 조언했지만, 이러한 조언은 독일군이 연합군의 화력에 맞설 수 없었고 완전한 패배에 직면해 있었기 때문에 군사적으로 결코 현실적이지 못했다. 그러나 히틀러는 폭파를 중단하라는 슈페어의 제안을 거부하고 3월 19일 군대가 후퇴하면서 모든 인프라를 파괴할 것을 촉구하는 '네로 칙령'을 발표했다. 슈페어는 이 명령에 경악했고 몇몇 주요 군사, 정치 인사들에게 이를 거부할 것을 설득했다. 슈페어와 회동하던 3월 28~29일에 히틀러는 결국 칙령을 철회하고 그에게 폭파에 대한 권한을 넘겼다. 슈페어는 폭파 명령을 철회했지만, 군대는 계속해서 다리를 폭파하며 후퇴했다.
4월이 되자 군수산업은 거의 괴멸했고 슈페어가 해야 할 공식적인 업무조차 거의 없었다. 4월 22일 슈페어는 베를린을 떠나 함부르크로 돌아가기 직전 마지막으로 퓌러벙커를 방문하여 히틀러와 만나 파손된 퓌러벙커를 둘러보았다. 나중에 슈페어는 회고록에 "히틀러에게 [...] '초토화' 정책을 따르지 않았다고 고백했다"라고 적었는데, 역사학자 리처드 J. 에반스는 이 주장을 "순수한 허구"라고 묘사했다. 4월 29일, 자살하기 전날 히틀러는 그의 사후 정부 구성에서 슈페어를 제외하라는 최후의 정치적 유언을 남겼으며, 슈페어의 직책은 그의 부하인 카를 오토 자우어로 대체했다. 슈페어는 히틀러가 자신을 정부에서 제외한 것에 실망했으며, 히틀러가 사망한 이후 그는 카를 되니츠에게 자신의 서비스를 제공했다. 5월 2일, 되니츠는 루츠 그라프 슈베린 폰 크로지크에게 새로운 정부를 구성해달라고 요청했고, 이후 며칠 동안 행정부 구성에 대한 논의가 이어졌다. 5월 5일, 슈베린 폰 크로지크는 나중에 플렌스부르크 정부로 알려질 자신의 정부 구성을 발표했고 슈페어는 산업생산성 장관으로 임명되었다. 임명 이후 슈페어는 연합군에 공중전의 영향과 여러 광범위한 주제에 대한 정보를 제공했으며, 5월 23일 독일군이 항복한 지 2주 후 영국군은 플렌스부르크 정부의 구성원들을 체포하고 나치 독일을 공식적으로 끝냈다.

## 전후

### 뉘른베르크 재판

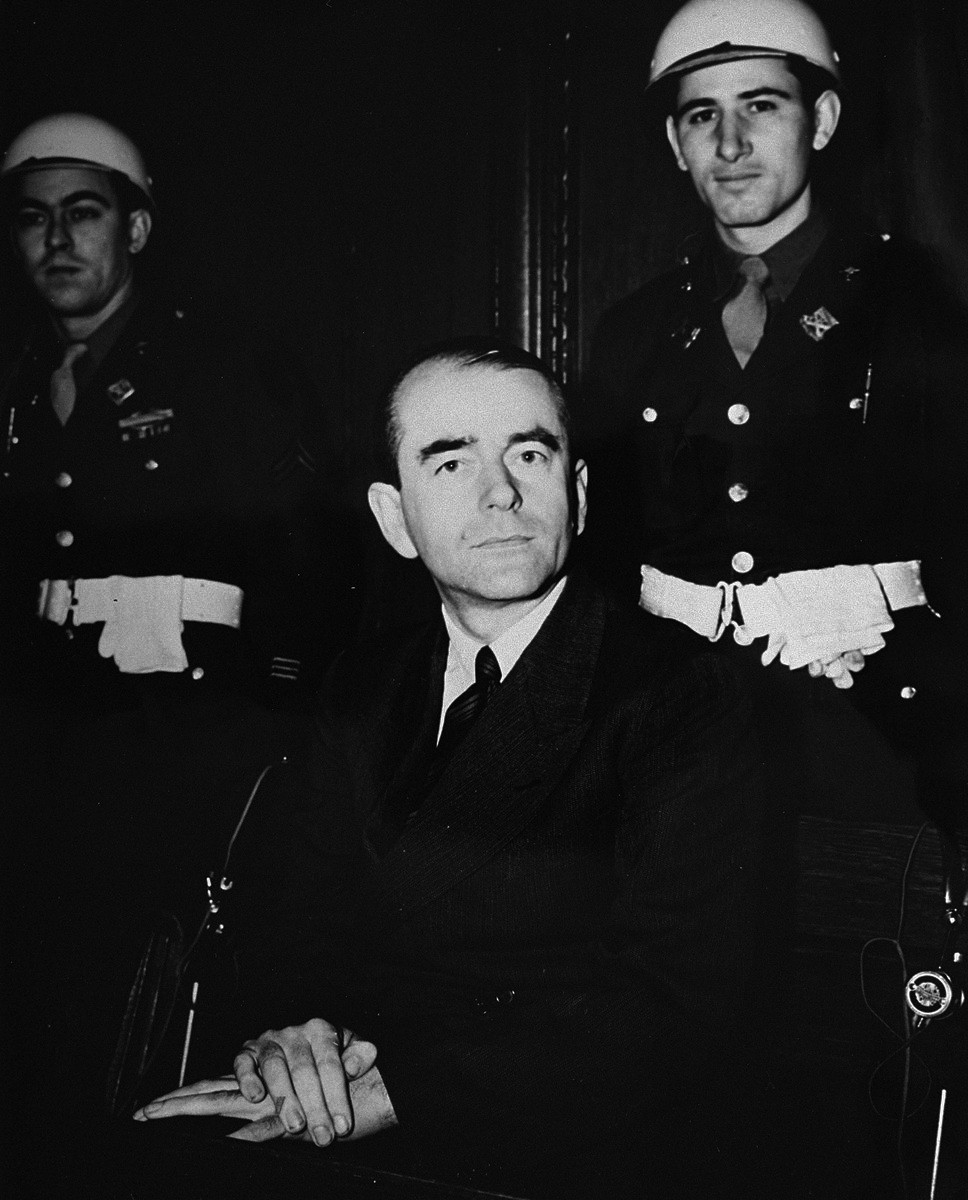
뉘른베르크 재판에서의 슈페어

슈페어는 나치 관료들을 위한 여러 수용소로 끌려가 심문을 받았다. 1945년 9월, 그는 전쟁 범죄로 자신이 재판을 받을 것이라는 소식을 들었고, 며칠 후 뉘른베르크로 이송되어 그곳에 수감되었다. 슈페어는 '평화에 대한 범죄를 성취하기 위한 공동 계획 또는 공모죄', '침략 전쟁과 평화에 대한 기타 범죄를 계획, 개시 및 수행한 죄', '전쟁 범죄', '인도에 반한 죄'의 총 4가지 혐의로 기소되었다.
미국 연방 대법원의 수석 검사 로버트 H. 잭슨은 "슈페어는 전쟁 포로와 외국인 노동자를 독일의 전쟁 산업에 강제 징집하는 프로그램을 계획하고 실행하는 데 참여했는데, 이로 인해 전쟁 산업의 생산량은 늘었지만 노동자들은 굶주림으로 쇠약해졌다"고 말했다. 슈페어의 변호사인 한스 플렉스너(Hans Flächsner)는 슈페어를 다른 피고인과 성공적으로 대조했고 그를 항상 비이념주의자로 남은 정치 생활에 뛰어든 예술가로 묘사했다.
슈페어는 주로 노예 노동과 강제 노동을 이용한 혐의로 전쟁 범죄와 인도에 반한 죄로 유죄 판결을 받았으며, 나머지 두 개 혐의에 대해서는 무죄 판결을 받았다. 이는 그가 나치의 학살 계획을 알지 못했다고 주장했기 때문이었으며, 연합국은 이를 확인할 증거가 없었기 때문이었다. 그러나 이후 1971년에 작성된 비공개 서신에서 슈페어의 주장은 거짓으로 밝혀졌고, 서신은 2007년 공개되었다. 1946년 10월 1일, 최종적으로 그는 20년의 징역형을 선고받았다. 8명의 판사 중 3명(소비에트 연방의 2명과 미국의 1명)은 슈페어에게 사형을 선고해야 한다고 주장했지만 다른 판사들은 이에 동의하지 않았고, 2일 간의 논의 끝에 징역형이라는 타협안이 도출되었다.

### 복역
1947년 7월 18일, 슈페어는 베를린의 슈판다우 교도소로 이송되어 복역을 시작했다. 교도소에서 그는 5번 수감자로 불렸다. 슈페어의 부모는 그가 수감되어 있는 동안 모두 사망했는데, 1947년 사망한 아버지는 나치를 싫어했고 히틀러를 대면하고도 침묵한 반면, 1952년 사망한 어머니는 나치당원으로서 히틀러와 함께 식사하는 것을 매우 좋아했다. 루돌프 월터스와 슈페어의 오랜 비서인 아네마리 켐프(Annemarie Kempf)는 슈판다우의 슈페어와 직접 소통하는 것은 허용되지 않았지만, 글로 소통하며 남은 슈페어의 가족을 돕고 아내에게 보낸 편지에서 슈페어가 요청한 것을 돕기 위해 노력했다. 1948년부터 슈페어는 동정심 많은 네덜란드인인 보조인 토니 프루스트는 그의 우편물과 글을 밀수했다.

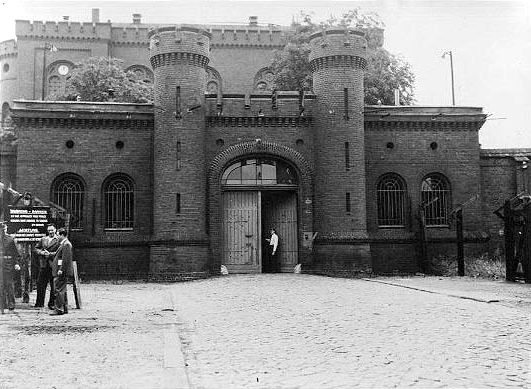
슈페어가 대부분의 형기를 보낸 슈판다우 교도소의 모습.

1949년 루돌프 월터스는 슈페어를 위해 은행 계좌를 개설하고 전쟁 중 슈페어의 정책으로 이익을 얻은 건축가와 산업가들 사이에서 모금을 시작했다. 처음에는 모금된 돈이 슈페어의 가족을 지원하는 데만 사용되었지만, 점차 다른 용도로 쓰이기 시작했다. 그들은 기금을 점점 토니 프루스트를 휴가 보내는 데 드는 비용과 슈페어의 가석방을 확보할 수 있는 사람들에게 뇌물을 주는 데 사용했다. 슈페어는 모금의 존재를 알게 된 후, 그 돈을 어떻게 사용할 것인지에 대한 자세한 지침을 편지로 썼다. 월터스는 슈페어가 형기를 마칠 때까지 17년 동안 158,000마르크를 모금했다.
슈판다우의 수감자들은 회고록을 쓰는 것이 금지되었음에도 불구하고, 슈페어는 자신의 글을 월터스에게 보낼 수 있었으며 그가 보낸 것은 20,000페이지에 달했다. 그는 1953년 11월까지 회고록 초안을 완성했고, 이는 《기억: 제3제국의 중심에서》의 바탕이 되었다. 《슈판다우: 비밀 일기》에서 슈페어는 파우스트적 거래를 한 비극적 영웅으로 자신을 표현하고자 노력했고, 혹독한 징역형을 견뎌냈다.
슈페어는 오랜 수감 기간 동안 신체적, 정신적 건강을 유지하기 위해 많은 노력을 기울였다. 슈판다우에는 수감자들에게 정원을 가꾸게 하도록 토지를 할당해 주는 넓은 울타리로 둘러싸인 마당이 있었으며, 슈페어는 이곳에서 잔디밭, 화단, 관목, 과일나무가 있는 정교한 정원을 만들고 가꾸었다. 정원 주변을 매일 산책하는 것을 더욱 즐겁게 하기 위해 슈페어는 전 세계를 여행하는 상상을 하기 시작했다. 슈페어는 베를린에서 '산책'을 시작하여 유라시아 전역을 가로질러 베링 해협을 건너 알래스카로 들어간 다음 북미 서해안을 따라 남쪽으로 여행하는 상상을 하며, 매일 정원에서 걸은 거리를 측정하여 실제 지형에 매핑했다. 그는 30,000 킬로미터 (19,000 mi) 이상을 걸었고, 복역이 끝났을 때 멕시코 과달라하라 근처까지 도달했다. 또한 복역 기간 동안 슈페어는 건축 저널을 읽고 연구했으며, 영어와 프랑스어 연습을 했다. 그의 회고록에서 슈페어는 5,000권의 책을 모두 읽었다고 주장했으며, 그의 20년 간의 형은 7,305일이었고 그의 주장에 따르면 그는 1.5일만에 책을 한 권씩 읽은 것이다.
슈페어의 지지자들은 그의 석방을 요구했다. 샤를 드골과 외교관 조지 볼 등도 슈페어가 감형되어야 한다고 주장했다. 서독 총리 빌리 브란트는 그의 석방을 옹호했고 그의 전 재산이 몰수될 수 있었던 탈나치화 절차를 끝냈다. 그럼에도 불구하고 슈페어의 조기 석방은 실현되지 못했는데, 슈페어의 사형을 요구했던 소비에트 연방이 더 이상 감형을 받아들이려고 하지 않았기 때문이었다. 슈페어는 형을 다 채우고 1966년 10월 1일 자정에 풀려났다.

### 석방과 이후의 삶
슈페어의 석방은 전 세계 언론의 주목을 받았다. 기자와 사진작가들이 슈판다우 외곽 거리와 슈페어가 밤을 보낸 호텔 베를린의 로비를 가득 채웠다. 그는 거의 말하지 않았고, 대부분의 코멘트는 1966년 11월 《데어 슈피겔》과의 인터뷰에서 했다. 그는 건축 경력을 재개하고 싶다고 밝혔지만, 양조장을 위한 협업이라는 명칭의 그의 유일한 프로젝트는 실패했다. 대신 그는 슈판다우에서 쓴 글을 두 권의 자서전인 《제3제국의 중심에서》와 《슈판다우: 비밀 일기》라는 제목으로 출판사 울슈타인의 요아힘 페스트와 볼프 욥스트 지틀러의 도움을 받아 출판했다. 그는 건축가가 된 아들 알베르트와 관계를 회복하지 않았고, 슈페어의 딸 힐데 슈람은 "자매와 형제들은 하나둘 포기했다. 소통이 없었다"라고 말했다. 그는 전후 동생 헤르만에게 경제적 지원을 제공했고, 다른 동생이었던 에른스트는 부모가 슈페어에게 본국으로 송환해 달라고 거듭 요청했음에도 불구하고 스탈린그라드 전투에서 사망했다.
슈판다우에서 풀려난 후, 슈페어는 자신의 개인 일기인 '연대기'를 독일 연방 기록 보관소에 기증했다. 이 일기는 월터스가 편집했고 유대인에 관한 언급은 없었다. 역사학자 데이비드 어빙은 기만적으로 편집된 일기와 독립 문서 사이의 불일치를 발견했으며, 이에 슈페어는 월터스에게 기증에서 제외한 자료를 파기해 달라고 요청했지만 월터스는 거부하고 원본은 보관했다. 이로 인해 월터스와 슈페어의 우정은 악화되었고, 슈페어가 죽기 1년 전 월터스는 마티아스 슈미트에게 편집되지 않은 일기에 대한 접근 권한을 주었으며, 이후 슈미트는 슈페어를 비판하는 첫 번째 책을 썼다.
슈페어의 회고록은 엄청난 성공을 거두었다. 대중들은 제3제국의 내부 모습에 매료되었고, 주요 전범이었던 슈페어는 하룻밤 사이에 인기 있는 인물이 되었다. 중요한 것은 그가 나치당원이었던 독일인 노인들에게 알리바이를 제공한 것이었는데, 이는 히틀러와 매우 가까웠던 그가 나치 정권 범죄의 전모를 알지 못했고 그저 "명령을 따랐을 뿐"이었다면, 일반 나치당원들도 자신들도 똑같이 그랬다고 말할 수 있었기 때문이었다. 이 "슈페어 신화"가 역사학계에서 영향력이 너무 컸기 때문에, 페스트와 지틀러의 신화와 반대되는 역사적 증거가 보존되고 있었음에도 불구하고 신화를 강화할 수 있었다.

### 죽음

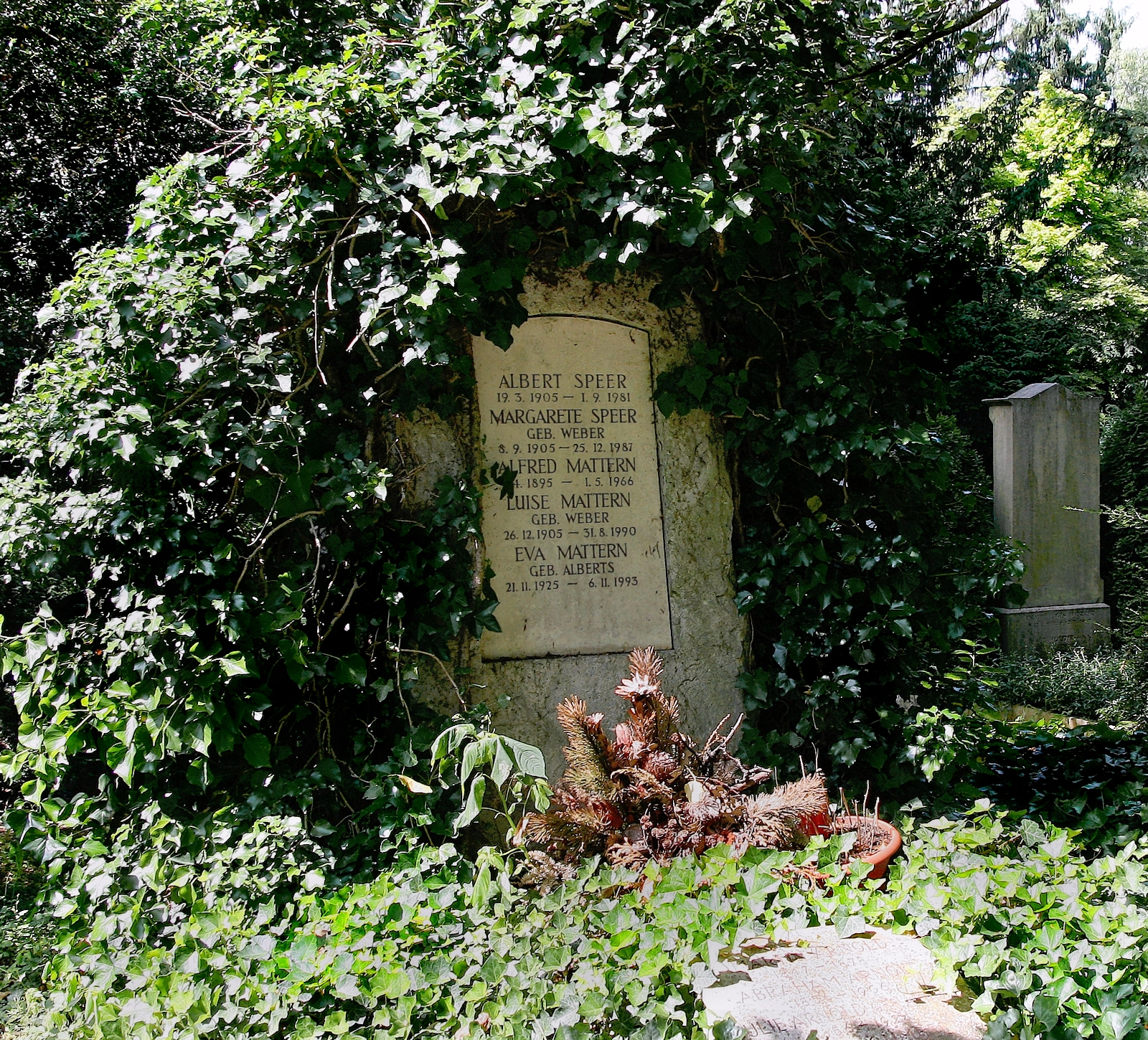
하이델베르크에 위치한 슈페어의 무덤.

슈페어는 역사학자들과 다른 학자들에게 널리 알려졌다. 1973년 10월, BBC 주중 프로그램에 인터뷰를 하기 위해 처음으로 영국으로 떠났다. 같은 해, 그는 텔레비전 프로그램 《전쟁중인 세계》(The World at War)에 출연했다. 1981년 슈페어는 BBC 뉴스나이트 프로그램에 참여하기 위해 런던으로 돌아왔는데, 뇌졸중을 앓던 그는 9월 1일 그곳에서 사망했다.
그는 아내와 결혼 관계를 유지했지만, 런던에 거주하던 독일 여성과 관계를 가졌으며 사망 당시 그녀와 함께 있었다. 슈페어의 딸인 마르그레트 니센은 2005년 회고록에서 슈페어는 슈판다우에서 풀려난 이후 모든 시간을 "슈페어 신화"를 구성하는 데 썼다고 말했다.

## 슈페어 신화

### 선한 나치
슈판다우에서 풀려난 후, 슈페어는 자신을 '선한 나치'라고 묘사했다. 그는 좋은 교육을 받았고 중산층이자 부르주아지였으며, 대중의 생각에 '나쁜 나치'를 대표하는 사람들과 자신을 대조할 수 있었다. 회고록과 인터뷰에서 그는 진실을 왜곡했고 빈번하게 사실을 누락시켰으며 그의 거짓말은 역사학계에서 '신화'로 알려지게 되었다. 슈페어는 심지어 자기가 천둥이 울리고 교회의 종소리가 울리는 정오에 태어났다고 진술했지만, 실제로는 3시에서 5시 사이었고 그가 진술한 교회는 그가 태어난지 몇 년 후에 지어졌다. 슈페어는 자신의 신화를 대중 매체 수준으로 성장시켰고 그의 '교활한 사과'는 전후 독일에서 자주 재생산되었다. 이사벨 트로머는 그녀의 슈페어 전기에서 페스트와 지틀러가 슈페어 회고록의 공동 저자이자 슈페어 신화의 공동 창작자라고 썼으며, 그 대가로 그들은 로열티와 경제적으로 후하게 지불받았다. 슈페어, 지틀러, 페스트는 걸작을 만들어냈다. '선한 나치'라는 이미지는 역사적 증거가 그것이 거짓임을 시사했음에도 불구하고 수십 년 동안 그 자리에 남아 있었다.

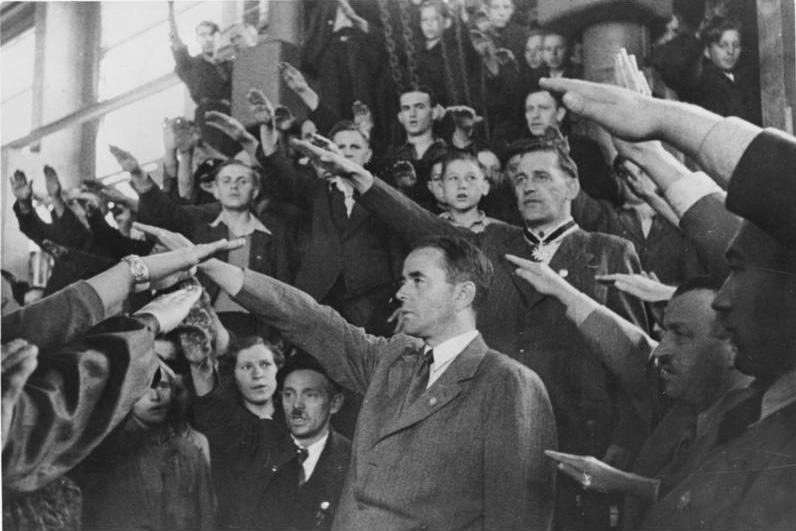
1944년 5월 군수공장을 방문한 슈페어의 모습.

슈페어는 제3제국의 엄청난 범죄를 미처 발견하지 못한 것을 깊이 후회하는 비정치적 기술관료로서의 자신의 이미지를 신중하게 구축했다. 이 구성은 역사학자 휴 트레버-로퍼가 영국 정보부를 위해 히틀러의 죽음을 조사하고 그의 책 《히틀러의 마지막 날》을 쓸 때 거의 그대로 받아들여졌다. 트레버-로퍼는 종종 슈페어를 "테크노크라트의 철학을 키운 기술관료"라고 부르면서, 슈페어가 자신의 건설 프로젝트나 장관직에만 신경을 썼고 적어도 히틀러의 네로 칙령이 내려지기 전까지 정치는 중요하지 않다고 생각했다고 설명했다. 슈페어의 증언에서 그는 자신을 네로 칙령에 반대하기 위해 부지런히 노력했다고 발언했다. 슈페어를 평화롭고 건설적인 기본 본능을 가진 행정 천재라고 불렀던 트레버-로퍼는 나중에 그를 슈페어가 히틀러와 나치즘의 부도덕성을 인식하지 못한 것에 대해 그를 "나치 독일의 진짜 범죄자"라고 부르며 다음과 같이 비난했다.
그는 10년 동안 정치 권력의 중심에 앉아 있었다. 그의 예리한 지성은 나치 정부와 정책의 본질을 진단하고 변화를 관찰했다. 그는 주변의 인물들을 보고 멸시했다. 그러나 그는 그들의 터무니없는 명령을 듣고 그들의 환상적인 야망을 이해했다. 하지만 그는 아무것도 하지 않았다. 그는 정치가 중요하지 않다고 생각하고 돌아서서 도로와 다리와 공장을 건설했고, 이는 미친 사람이 통치하는 것과 같은 결과로 나타났다. 궁극적으로, 그들의 출현이 그의 모든 작업을 파괴하는 것을 수반했을 때, 슈페어는 결과를 받아들이고 행동했다. 그 때는 너무 늦었다. 독일은 파괴되었다.

슈페어가 사망한 이후 마티아스 슈미트는 그가 베를린의 주택에서 유대인을 퇴거시키라고 명령했다는 것을 증명하는 책을 출판했으며, 1999년까지 역사학자들은 슈페어가 광범위하게 거짓말을 했다는 것을 충분히 증명했다. 그럼에도 불구하고 대중의 인식은 크게 변하지 않았다. 이후 2004년이 되서야 하인리히 브레로어의 전기 영화 《슈페어와 그》(Speer und Er)를 텔레비전으로 방영하면서 슈페어에 대한 신비화 해소와 비판적 재평과 과정이 진행되었다. 애덤 투즈는 자신의 책 《파괴의 대가》에서 슈페어가 정권의 계급을 능숙하고 무자비하게 조종했으며, 그가 맹목적으로 명령을 수행하는 기술관료라는 주장은 "터무니없다"라고 썼다. 트로머는 슈페어가 비정치적 기술관료가 아닌, 실제로 나치 정권 전체에서 가장 강력하고 파렴치한 지도자 중 한 명이라고 말했다. 마틴 키친은 슈페어가 뉘른베르크 재판과 전후 독일을 속였다고 말했으며, 마그누스 브레히트켄은 슈페어가 홀로코스트에 광범위하게 관여한 사실이 재판 당시에 알려졌다면 사형을 선고받았을 것이라고 주장했다.
'선한 나치'의 이미지는 수많은 슈페어 신화에 의해 뒷받침되었다. 그가 비정치적 기술관료라는 신화 외에도 슈페어 신화에서는 그가 홀로코스트나 유대인 박해에 대해 알고 있지 못했다고 주장했다. 또한 신화는 슈페어가 군수장관으로 임명된 후 독일의 군수산업에 혁명을 일으켰다는 것이며, 독일의 전쟁 수행을 오랫동안 유지시킨 군비 생산의 극적인 증가에 기여했다고 공로했다고 주장한다. 또 다른 신화는 독가스로 히틀러를 암살하려는 가상의 계획을 중심으로 하는데, 이 신화는 슈페어가 자동차 배기 가스가 환기 시스템을 통해 돌아와서 공황 상태를 거칠 때 떠올렸다. 신화에서 그는 세부 사항을 조작했다. 마그누스 브레히트켄은 슈페어의 가장 뻔뻔스러운 거짓말이 1952년 프랑스 기자들과의 인터뷰에서 벌어졌다고 주장한다. 프랑스의 그 기자는 슈페어가 히틀러의 명령을 거부했을 때 히틀러가 눈물을 흘리며 말 없이 보내주었다는 허구의 시나리오를 썼으며, 슈페어는 그 시나리오가 너무나 마음에 들어서 회고록에 포함시켰다. 그 기자는 자신도 모르게 슈페어의 신화 중 하나를 만드는 데 협력했다.
슈페어는 또한 자신을 히틀러의 지도력에 반대하는 사람으로 묘사하려고 시도했다. 7월 20일 히틀러 암살미수 사건을 슈페어가 반대했음에도 불구하고, 그는 음모자들에게 동정심을 가졌다고 주장했다. 그는 히틀러가 자신을 잠재적 내각 구성원으로 포함시키려고 했다는 사실을 알게 된 이후, 히틀러가 죽기 직전 자신에게 냉정하게 대했다고 주장했으며, 이는 슈페어가 장려한 신화의 핵심 요소를 형성했다. 또한 슈페어는 전쟁이 초기 단계에서 패배했다는 것을 깨달았고 그 후 민간인들의 생존에 필요한 자원을 보존하기 위해 노력했다고 거짓 주장했다. 그러나 슈페어는 더 이상 저항이 불가능할 때까지 전쟁을 지속하려고 했으며, 그로 인해 전쟁의 마지막 몇 달 동안 독일이 겪은 수많은 사상자와 광범위한 파괴에 기여했다.

### 책임 부인

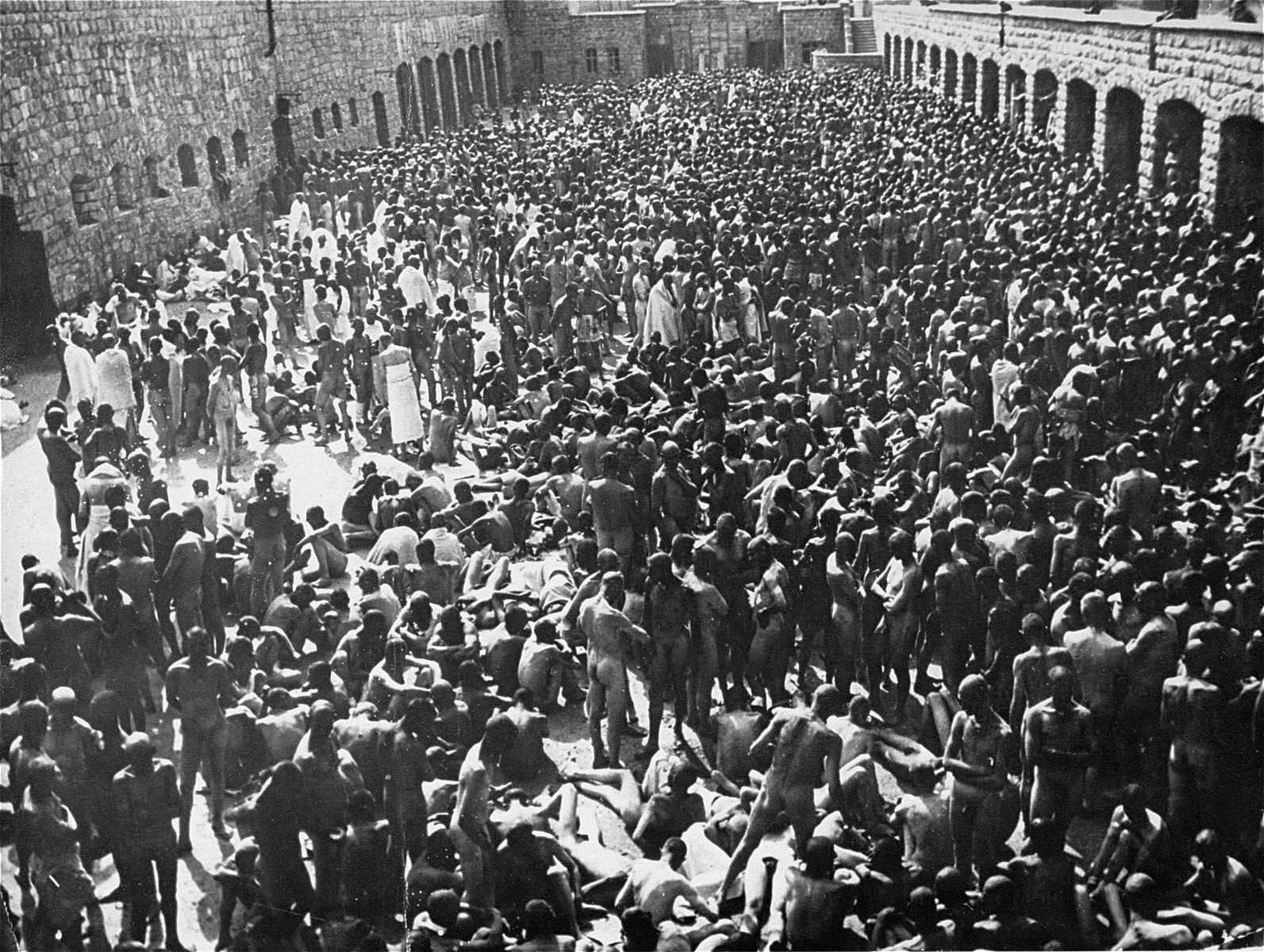
마우타우젠 강제 수용소 차고 마당에서 소독을 기다리는 새로운 수감자들의 모습.

슈페어는 뉘른베르크 재판과 회고록에서 홀로코스트에 대한 직접적인 지식이 없었다고 주장했으며, 《슈판다우: 비밀 일기》의 출판된 버전에서 유대인 주변에서 불편함을 느꼈다고만 인정했다. 뉘른베르크에서의 마지막 진술에서 슈페어는 사과하는 듯한 인상을 주었지만, 직접적으로 개인적인 죄는 인정하지는 않았고 그가 언급한 유일한 희생자들은 독일인들 뿐이었다. 역사학자 마틴 키친은 슈페어가 실제로 "유대인에게 일어난 일을 완전히 알고 있었고" 최종 해결책에 밀접하게 관여했다고 주장하며, 마그누스 브레히트켄은 슈페어가 홀로코스트에 대한 일반적인 책임만 인정하며 자신의 직접적이고 실제 책임은 숨겼다고 말했다. 슈페어는 1943년 3월 마우타우젠 강제 수용소에 방문했을 때 노예 노동자들과 함께 있는 모습이 사진 찍혔다. 그는 또한 구센 강제 수용소도 방문했으며, 생존자인 프란시스코 보익스는 뉘른베르크 재판에서 슈페어의 수용소 방문에 대해서 언급했지만 그다지 영향을 미치지 못했다. 블레인 테일러는 구센 수용소에서 사진이 찍혔다면 슈페어는 교수형에 쳐해졌을 것이라고 말했다. 2005년 《데일리 텔레그래프》는 슈페어가 그의 조수 두 명이 거의 천 명의 유대인이 학살당한 날에 수용소 시설을 검사한 후 아우슈비츠 강제 수용소 확장을 위한 자재 할당을 승인했다는 문서가 공개되었다고 보도했다. 아우슈비츠 건설에 대해 논의한 하인리히 브렐로어는 슈페어가 작업의 일부가 아니라 "공포 그 자체"였다고 말했다.
슈페어는 1943년 10월 6일 포젠에서 열린 하인리히 힘러가 나치 지도자들에게 유대인들이 절멸되고 있다고 알린 포젠 연설에 참석했다는 사실을 부인하지 않았지만, 힘러의 연설 중인 "이 민족을 지상에서 사라지게 하는 중대한 결정을 내려야 했습니다"라고 말하기 전에 떠났으며 그로 인해 "유대인은 박멸되어야 합니다"라는 발언을 듣지 못했다고 주장했다. 그러나 슈페어는 연설에서 여러 번 언급되었고 힘러는 직접 그에게 말을 걸었다. 2007년 《가디언》은 벨기에 저항군의 미망인 엘렌 장티와의 서신 모음에서 슈페어의 1971년 12월 23일자 편지가 발견되었다고 보도했다. 편지에서 슈페어는 "의심할 여지가 없습니다. 저는 힘러가 1943년 10월 6일에 모든 유대인을 죽일 것이라고 박멸했을 때 그 자리에 있었습니다"라고  언급했다.

### 군비 생산의 기적

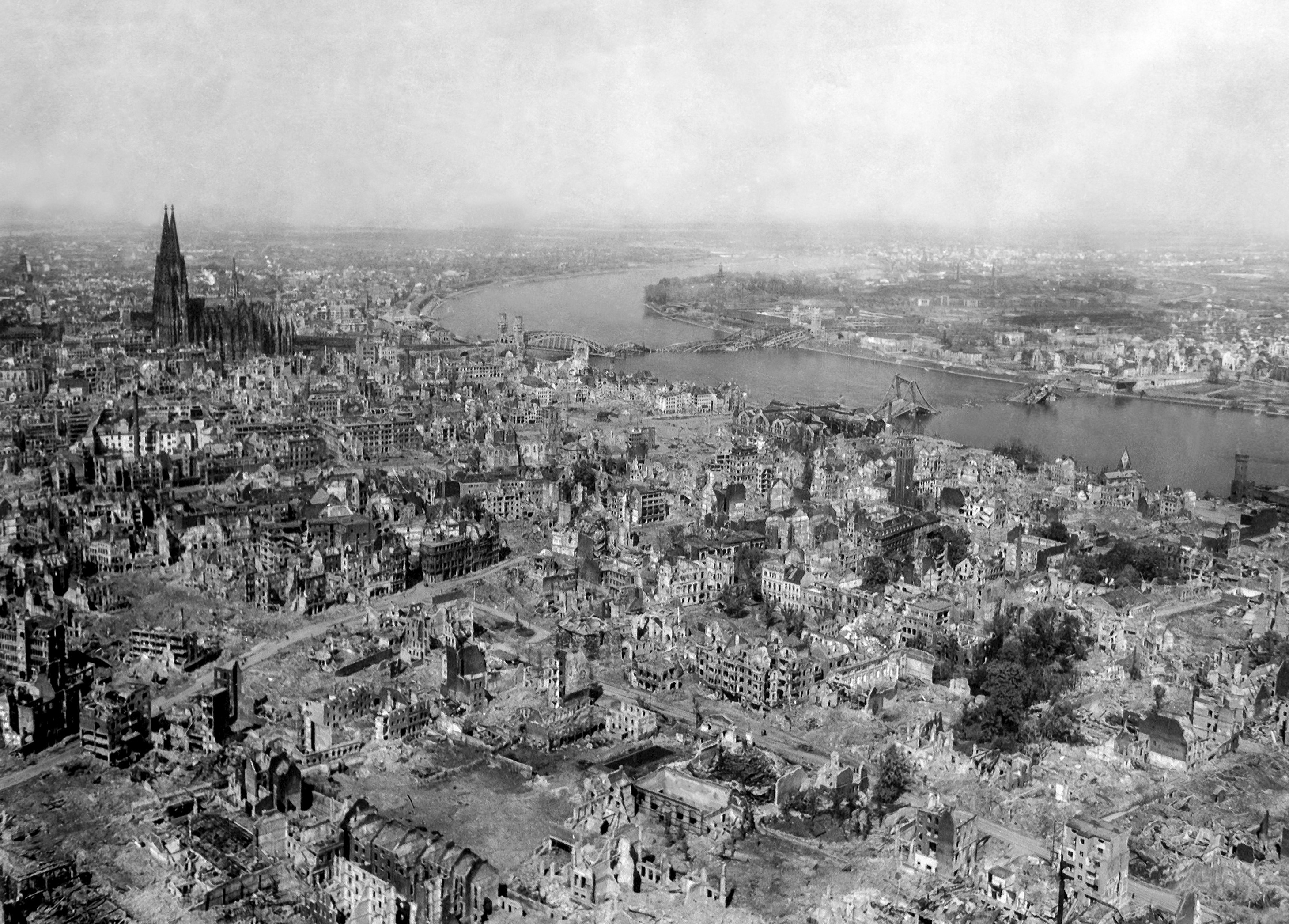
전후 폐허가 된 독일 쾰른의 전경.

슈페어는 '군비 생산의 기적'을 주장했다. 1941~1942년 겨울, 모스크바 공방전에서 독일군이 참패한 이후, 프리드리히 프롬, 게오르크 토마스, 프리츠 토트를 포함한 독일 지도부는 전쟁에서 승리할 수 없다는 결론에 도달했다. 목표로 해야 할 입장은 패배 없이 전쟁을 끝낼 정치적 해결책을 찾는 것이었으며, 이 때 슈페어는 선전 전문 지식을 사용하여 전쟁경제의 새로운 역동성을 보여주었다고 주장했다. 그는 탄약 생산이 6배, 야포 생산이 4배 증가했다고 주장하는 놀라운 통계를 만들어냈고, 국가의 뉴스릴에 더 많은 선전을 보냈다. 이를 통해 그는 전쟁을 끝내야 한다는 논의를 줄일 수 있었다.
그러나 이러한 그의 군비 생산의 '기적'은 신화였으며, 슈페어는 자신의 주장을 뒷받침하기 위해 통계적 조작을 사용했다. 군비 생산 자체는 증가했다. 그러나 이는 슈페어가 군수장관이 되기 전 재조직의 정상적인 원인, 노예 노동의 끊임없는 동원과 양을 선호하는 의도적인 정책으로 인한 품질 감소 때문이었다. 1943년 7월이 되자 슈페어의 군비 선전은 무의미해졌으며, 이는 전장에서의 패배의 목록이 전쟁에서 패배할 가능성을 더 이상 독일 국민들에게 숨길 수 없었기 때문이었다.

## 건축적 유산

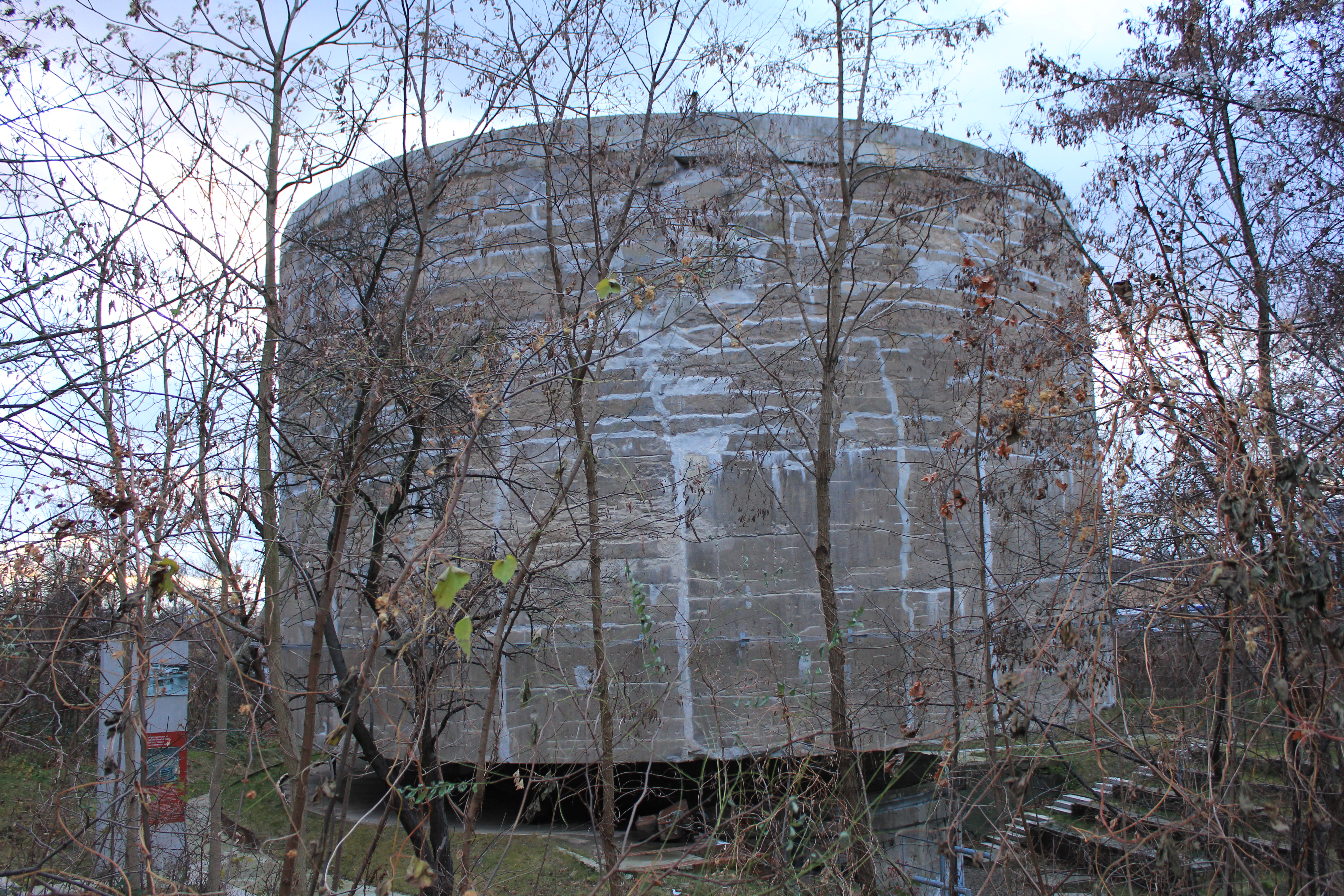
2011년 슈베르벨라스퉁슈쾨르퍼(Schwerbelastungskörper).

슈페어의 개인 건축 작품은 설계도와 사진 외에는 거의 남아 있지 않다. 나치 시대에 슈페어가 설계한 건물은 베를린에 남아 있지 않으며, 그가 설계한 구조물은 전승기념탑 또는 지게소일레(Siegessäule)로 이어지는 4개의 입구 파빌리온과 지하도, 그리고 1941년경 건설된 무거운 하중을 지탱하는 슈베르벨라스퉁슈쾨르퍼(Schwerbelastungskörper)가 있다. 이 높이가 14 미터 (46 ft)인 콘트리트 원통은 히틀러가 베를린을 세계수도 게르마니아로 재건하는 전후 프로그램에서 계획한 거대한 개선문과 기타 대형 구조물에 대한 타당성 조사의 일환으로 지반 침하를 확인하기 위해 건설되었으며, 이 원통 구조물은 현재 보호 랜드마크로 지정되어 공개되어 있다. 뉘른베르크 체펠린펠트 경기장의 연단은 부분적으로 파괴되었지만 현재까지 남아 있다.
전쟁 도중 슈페어가 설계한 새로운 국가수상부 관저는 공습과 베를린 전투로 인해 대부분 파괴되었으며, 외벽은 보존되었지만 최종적으로 소비에트 연방에 의해 해체되었다. 확인되지 않은 소문에 따르면 외벽 잔해는 훔볼트 대학교, 모렌슈트라세역, 베를린의 소비에트 연방 전쟁 기념관과 같은 다른 건축 프로젝트에 사용되었다고 알려져 있다.

## 같이 보기
- 다운폴 (영화) - 영화 속에서 슈페어 역은 하이노 페르히가 연기했다.

### 내용주
1. ↑  1943년 9월 2일까지 이 직책의 공식 명칭은 군수탄약성 장관이었다.
2. ↑  1931년 1월 31일, 슈페어는 돌격대 차량화 부대에 입대하여 1932년 가을까지 소속되어 있었다. 1942년 7월 20일 슈페어는  하인리히 힘러의 명령에 따라 친위대 요원이자 SS전국지도자 전속참모진인 SS 번호 46104로 등록되었다. 그러나 그의 지원은 완료되지 않았고 놀리 프로시콰이(Nolle prosequi) 상태가 되었다.[17]
3. ↑  슈페어의 개입을 포함한 전쟁의 측면에 대한 논문은 다음을 참고하라: Randall, Hansen, 《Disobeying Hitler: German Resistance in the Last Year of WWII》, Faber & Faber, 2014, 1st edition, ISBN 978-0-571-28451-1.
4. ↑  이 구조물에 관해서는 베를린 공식 웹사이트를 참고하라: https://www.berlin.de/en/attractions-and-sights/3560160-3104052-victory-column.en.html

### 참조주
1. ↑  Kitchen 2015, 174–175쪽.
2. ↑  Schubert 2006, 5쪽.
3. ↑  Kitchen 2015, 15쪽.
4. 1 2 3  Taylor 2010, 124쪽.
5. ↑  King 1997, 27쪽.
6. ↑  van der Vat 1997, 23쪽.
7. ↑  Fest 1999, 11–13쪽.
8. ↑  Kitchen 2015, 17–18쪽.
9. ↑  Sereny 1995, 63쪽.
10. ↑  Kitchen 2015, 18–19쪽.
11. ↑  van der Vat 1997, 34–36쪽.
12. ↑  Sereny 1995, 71–73쪽.
13. ↑  van der Vat 1997, 33–34쪽.
14. ↑  Sereny 1995, 47–49쪽.
15. 1 2  Kitchen 2015, 327–328쪽.
16. 1 2  Kitchen 2015, 24쪽.
17. ↑  Nazi conspiracy and aggression 1946, 256–257쪽.
18. ↑  Kitchen 2015, 25–26쪽.
19. ↑  Sereny 1995, 100–101쪽.
20. ↑  van der Vat 1997, 49쪽.
21. ↑  Kitchen 2015, 41쪽.
22. ↑  Sereny 1995, 101–103쪽.
23. ↑  Sereny 1995, 106쪽.
24. ↑  Kitchen 2015, 41–42쪽.
25. ↑  Hamsher 1970.
26. 1 2 3  Reinecke 2017.
27. ↑  Brechtken 2017, 45쪽.
28. ↑  van der Vat 1997, 60쪽.
29. 1 2  van der Vat 1997, 59쪽.
30. ↑  Sereny 1995, 131쪽.
31. ↑  van der Vat 1997, 65쪽.
32. ↑  Kitchen 2015, 60쪽.
33. ↑  Fest 1999, 64쪽.
34. ↑  Speer 1970, 118쪽.
35. ↑  Sereny 1995, 140쪽.
36. ↑  Sereny 1995, 141쪽.
37. ↑  Kitchen 2015, 65–70쪽.
38. ↑  Sereny 1995, 27쪽.
39. ↑  Fest 1999, 71쪽.
40. ↑  Sereny 1995, 550쪽.
41. ↑  Kitchen 2015, 46–47쪽.
42. ↑  Kitchen 2015, 45쪽.
43. ↑  Kitchen 2015, 46–49쪽.
44. 1 2 3  Kitchen 2015, 53–56쪽.
45. ↑  Kitchen 2015, 72쪽.
46. ↑  Sereny 1995, 164쪽.
47. ↑  Fest 1999, 116쪽.
48. ↑  Fest 1999, 120쪽.
49. 1 2  Schmidt 1984, 189쪽.
50. ↑  Schmidt 1984, 190쪽.
51. 1 2  Kitchen 2015, 322쪽.
52. ↑  Fest 1999, 115쪽.
53. ↑  Kitchen 2015, 78쪽.
54. ↑  Kitchen 2015, 39–40쪽.
55. ↑  Kitchen 2015, 75–76쪽.
56. ↑  Lilla 2005, 239, 298쪽.
57. 1 2  Wistrich 1982, 291쪽.
58. ↑  Kitchen 2015, 117–118쪽.
59. ↑  Kitchen 2015, 120–121쪽.
60. ↑  Kitchen 2015, 6쪽.
61. ↑  Carroll 2018, 234쪽.
62. 1 2  Kitchen 2015, 122쪽.
63. ↑  Kitchen 2015, 148–149쪽.
64. ↑  U.S. Government 1950, 374쪽.
65. ↑  Tooze 2006, 597–598쪽.
66. ↑  Kitchen 2015, 368–370쪽.
67. ↑  Tooze 2006, 575–576쪽.
68. ↑  Kitchen 2015, 232–233쪽.
69. ↑  Kitchen 2015, 127쪽.
70. ↑  Kitchen 2015, 145–147쪽.
71. ↑  Kitchen 2015, 147–148쪽.
72. ↑  Kitchen 2015, 156쪽.
73. ↑  Kitchen 2015, 150쪽.
74. ↑  Kitchen 2015, 151–152쪽.
75. ↑  Kitchen 2015, 159쪽.
76. ↑  Fest 1999, 146–150쪽.
77. ↑  Kitchen 2015, 165–166쪽.
78. ↑  Kitchen 2015, 160쪽.
79. 1 2 3  Kitchen 2015, 7–8쪽.
80. ↑  Kitchen 2015, 167–169쪽.
81. ↑  Tooze 2006, 614쪽.
82. ↑  Tooze 2006, 616–618쪽.
83. 1 2  Kitchen 2015, 8–9쪽.
84. ↑  Kitchen 2015, 188쪽.
85. ↑  Kitchen 2015, 188–189쪽.
86. ↑  Boog, Krebs & Vogel 2006, 347쪽.
87. ↑  Overy 2002, 343쪽.
88. ↑  Tooze 2006, 582–584쪽.
89. ↑  Uziel 2012, 82쪽.
90. ↑  Buggeln 2014, 45쪽.
91. ↑  Buggeln 2014, 46–48쪽.
92. ↑  Kitchen 2015, 215쪽.
93. 1 2  Kitchen 2015, 221쪽.
94. ↑  Kitchen 2015, 216쪽.
95. ↑  Speer 1970, 432–433쪽.
96. ↑  Kitchen 2015, 204–205쪽.
97. ↑  Kitchen 2015, 8쪽.
98. ↑  Tooze 2006, 648–651쪽.
99. ↑  Tooze 2006, 652쪽.
100. ↑  Kitchen 2015, 259쪽.
101. 1 2 3  Kershaw 2012, 289쪽.
102. ↑  Kitchen 2015, 254쪽.
103. ↑  Kitchen 2015, 261–262쪽.
104. ↑  Tooze 2006, 652–653쪽.
105. ↑  Kitchen 2015, 262–263쪽.
106. ↑  Kitchen 2015, 265–267쪽.
107. ↑  Kitchen 2015, 269–270쪽.
108. ↑  Kershaw 2012, 291쪽.
109. ↑  Kitchen 2015, 275쪽.
110. ↑  Fest 1999, 263–270쪽.
111. 1 2  Evans 1997, 202쪽.
112. ↑  van der Vat 1997, 234쪽.
113. ↑  Kitchen 2015, 277쪽.
114. ↑  Fest 1999, 273–281쪽.
115. ↑  Jaskot 2002, 140–141쪽.
116. ↑  Kitchen 2015, 288쪽.
117. ↑  Sereny 1995, 561쪽.
118. ↑  Fest 1999, 285쪽.
119. ↑  Conot 1983, 471쪽.
120. ↑  Priemel 2016, 139–140쪽.
121. ↑  Fest 1999, 287–288쪽.
122. 1 2  Connolly 2007.
123. ↑  van der Vat 1997, 281–282쪽.
124. ↑  Sereny 1995, 29쪽.
125. ↑  van der Vat 1997, 288쪽.
126. ↑  Kitchen 2015, 314–315쪽.
127. 1 2  van der Vat 1997, 292–297쪽.
128. ↑  van der Vat 1997, 298쪽.
129. ↑  Fest 1999, 316쪽.
130. ↑  Kitchen 2015, 325쪽.
131. ↑  Kitchen 2015, 321–322쪽.
132. ↑  Kitchen 2015, 323쪽.
133. ↑  Kitchen 2015, 316쪽.
134. ↑  Kitchen 2015, 316, 325쪽.
135. ↑  Kitchen 2015, 316–317쪽.
136. ↑  Fest 1999, 319쪽.
137. ↑  van der Vat 1997, 319쪽.
138. ↑  van der Vat 1997, 299–300쪽.
139. ↑  van der Vat 1997, 324쪽.
140. ↑  Kitchen 2015, 320–321쪽.
141. ↑  van der Vat 1997, 324–325쪽.
142. ↑  Fest 1999, 320–321쪽.
143. ↑  van der Vat 1997, 333–334쪽.
144. ↑  van der Vat 1997, 329–330쪽.
145. ↑  Sereny 1995, 664–665쪽.
146. ↑  van der Vat 1997, 339–343쪽.
147. ↑  Sereny 1995, 226–227쪽.
148. ↑  van der Vat 1997, 359–361쪽.
149. 1 2  Kitchen 2015, 335쪽.
150. ↑  Kitchen 2015, 366쪽.
151. ↑  van der Vat 1997, 354쪽.
152. ↑  Asher 2003.
153. ↑  Fest 1999, 337쪽.
154. ↑  van der Vat 1997, 362–363쪽.
155. ↑  Kitchen 2015, 343쪽.
156. ↑  Kitchen 2015, 327–360쪽.
157. ↑  Kitchen 2015, 362쪽.
158. 1 2 3 4  Seelow 2018.
159. ↑  Kitchen 2015, 14쪽.
160. ↑  Trommer 2016, 80쪽.
161. 1 2  Schwendemann 2016.
162. ↑  Trommer 2016, 330쪽.
163. ↑  Kitchen 2015, 345–346쪽.
164. ↑  Trevor-Roper 1995, 68–70, 214–215쪽.
165. ↑  Trevor-Roper 1995, 214–215쪽.
166. ↑  Schmidt 1984, 186쪽.
167. 1 2  Kitchen 2015, 360–362쪽.
168. ↑  Tooze 2006, 553쪽.
169. ↑  Tooze 2006, 552쪽.
170. ↑  Kitchen 2015, 296–297쪽.
171. ↑  Kitchen 2015, 205쪽.
172. ↑  Tooze 2006, 653쪽.
173. ↑  Priemel 2016, 141쪽.
174. ↑  Kitchen 2015, 100, 322쪽.
175. ↑  Pike 2003, 340, fn 40쪽.
176. ↑  Taylor 2010, 204–205쪽.
177. 1 2  Connolly 2005.
178. ↑  van der Vat 1997, 167–168쪽.
179. 1 2  Kitchen 2015, 345쪽.
180. 1 2 3  Tooze 2006, 554쪽.
181. ↑  Tooze 2006, 555쪽.
182. ↑  Tooze 2006, 552–557쪽.
183. ↑  van der Vat 1997, 75쪽.
184. ↑  Museen der Stadt Nürnberg.
185. ↑  Kitchen 2015, 56쪽.

### 참고 문헌
인쇄 자료
- Boog, Horst; Krebs, Gerhard; Vogel, Detlef (2006), 《Germany and the Second World War: Volume VII: The Strategic Air War in Europe and the War in the West and East Asia, 1943–1944/5》, London: Clarendon Press, ISBN 978-0198228899
- Brechtken, Magnus (2017), 《Albert Speer: Eine deutsche Karriere》, Germany: Siedler Verlag, ISBN 978-3827500403
- Buggeln, Marc (2014), 《Slave Labor in Nazi Concentration Camps》, Oxford University Press, ISBN 978-0198707974
- Carroll, Berenice Anita (2018), 《Design for Total War: Arms and Economics in the Third Reich》, Walter de Gruyter GmbH & Co., ISBN 978-3111359588
- Conot, Robert (1983), 《Justice at Nuremberg》, New York: Harper & Row, ISBN 978-0-88184-032-2
- Evans, Richard J. (1997). 《Rereading German History: From Unification to Reunification 1800-1996》. London: Routledge. ISBN 978-0-41-515899-2.
- Fest, Joachim (1999), 《Speer: The Final Verdict》, translated by Ewald Osers and Alexandra Dring, Harcourt, ISBN 978-0-15-100556-7
- Hamsher, William (1970), 《Albert Speer-Victim of Nuremberg?》, Leslie Frewin Publishers Ltd, ISBN 978-0091015107
- Jaskot, Paul B. (2002). 《The Architecture of Oppression: The SS, Forced Labor and the Nazi Monumental Building Economy》. London and New York: Taylor & Francis. ISBN 978-1-13459-462-7.
- Kershaw, Ian (2012), 《The End: Hitler's Germany, 1944–45》, London: Penguin Books, ISBN 978-0-141-01421-0
- King, Henry T. (1997), 《The Two Worlds of Albert Speer: Reflections of a Nuremberg Prosecutor》, University Press of America, ISBN 978-0-7618-0872-5
- Kitchen, Martin (2015), 《Speer: Hitler's Architect》, Yale University Press, ISBN 978-0-300-19044-1
- Lilla, Joachim (2005). 《Der Preußische Staatsrat 1921–1933: Ein biographisches Handbuch》. Düsseldorf: Droste Verlag. ISBN 978-3-770-05271-4.
- Office of United States Chief of Counsel For Prosecution of Axis Criminality (1946), “Document 3568-PS”, 《Nazi Conspiracy and Aggression》 (Washington: United States Government Printing Office) VI
- Overy, Richard (2002) [1995], 《War and Economy in the Third Reich》, Oxford: Clarendon Press, ISBN 978-0-19-820599-9
- Pike, David Wingeate (2003), 《Spaniards in the Holocaust: Mauthausen, Horror on the Danube》 (영어), Routledge, ISBN 978-1-134-58713-1
- Priemel, Kim Christian (2016), 《The Betrayal: The Nuremberg Trials and German Divergence》 (영어), Oxford University Press, ISBN 978-0-19-256374-3
- Schmidt, Matthias (1984), 《Albert Speer: The End of a Myth》, St. Martin's Press, ISBN 978-0-312-01709-5
- Schubert, Philipp (2006), 《Albert Speer: Architekt – Günstling Hitlers – Rüstungsminister – Hauptkriegsverbrecher》, Munich: GRIN Verlag, ISBN 978-3-638-59047-1
- Sereny, Gitta (1995), 《Albert Speer: His Battle with Truth》, Knopf, ISBN 978-0-394-52915-8
- Speer, Albert (1970), 《Inside the Third Reich》, New York: Avon Books, ISBN 978-0380000715
- Taylor, Blaine (2010), 《Hitler's Engineers: Fritz Todt and Albert Speer – Master Builders of the Third Reich》, Translated by Richard and Clara Winston, Havertown, PA and Newbury, England: Casemate Publishers, ISBN 978-1-932033-68-7
- Tooze, Adam (2006), 《The Wages of Destruction》, London: Allen Lane, ISBN 978-0-7139-9566-4
- Trevor-Roper, Hugh (1995) [1947], 《The Last Days of Hitler》 seven판, London: Pan Books, ISBN 978-1-4472-1861-6
- Trommer, Isabell (2016), 《Rechtfertigung und Entlastung: Albert Speer in der Bundesrepublik》, Campus Verlag GmbH, ISBN 978-3593505299
- Uziel, Daniel (2012), 《Arming the Luftwaffe: The German Aviation Industry in World War II》, McFarland, ISBN 978-0-7864-6521-7
- van der Vat, Dan (1997), 《The Good Nazi: The Life and Lies of Albert Speer》, George Weidenfeld & Nicolson, ISBN 978-0-297-81721-5
- Wistrich, Robert (1982), 《Who's Who in Nazi Germany》, Macmillan Publishing Co., ISBN 0-02-630600-X

온라인 자료
- Asher, Edgar (2003년 11월 21일), “The day I met Hitler's Architect”, 《Chicago Jewish Star》, 7, 9쪽
- Connolly, Kate (2005년 5월 11일), “Wartime reports debunk Speer as the good Nazi”, 《The Daily Telegraph》 (UK), 2014년 1월 11일에 확인함
- Connolly, Kate (2007년 3월 13일), “Letter proves Speer knew of Holocaust plan”, 《The Guardian》, 2017년 5월 7일에 확인함
- Reinecke, Stefan (2017년 6월 22일), “Historiker über Albert Speer: "Er tat alles für den Endsieg"”, 《Die Tageszeitung: Taz》 (Germany), 2017년 6월 22일에 확인함
- Schwendemann, Heinrich (2016년 11월 30일), “Rechtfertigung und Entlastung. Albert Speer in der Bundesrepublik Deutschland”, 《Rezensiert für H-Soz-Kult von》 (Germany), ISBN 9783593505299, 2019년 4월 12일에 확인함
- Seelow, A. (2018), “Demystifying Hitler's Favorite Architect. Review of: Magnus Brechtken, Albert Speer. Eine deutsche Karriere”, 《Architectural Histories》 6 (1): 1–11, doi:10.5334/ah.334
- 《Official website of the Memorium Nuremberg Trials》, Museen der Stadt Nürnberg, 2014년 11월 5일에 확인함

- U.S. Government (1950). 《Trials of the War Criminals Before the Nuernberg Military Tribunals》 (PDF). II: The Milch Case. United States Printing Office. 2021년 6월 10일에 원본 문서 (PDF)에서 보존된 문서. 2021년 6월 27일에 확인함.

## 추가 읽기
- Causey, Charles M. (2016), 《The Lion and the Lamb: The True Holocaust Story of a Powerful Nazi Leader and a Dutch Resistance Worker》, Westbow Press, ISBN 978-1-51276-109-2
- Krier, Léon (1985), 《Albert Speer's life: Architecture, 1932–1942》, Archives D'Architecture Moderne, ISBN 978-2-87143-006-3
- Schroeter, Wolfgang (2018), 《Albert Speer: Aufstieg und Fall eines Mythos》 (독일어), Verlag Ferdinand Schöningh, ISBN 978-3-657-78913-9